# Малые ракетные корабли проекта 1234
Малые ракетные корабли проекта 1234 «О́вод» — по классификации НАТО — Nanuchka class corvette — серия советских малых ракетных кораблей (МРК) 3-го ранга строившихся на судостроительных заводах СССР с 1967—1992 годы.
Тип состоит из трёх серий подпроектов:
- 1234 шифр «Овод», код НАТО Nanuchka I,;
- 1234Э шифр «Овод-Э», код НАТО Nanuchka II;
- 1234.1 шифр «Овод-1», код НАТО Nanuchka III;
- и одного корабля, построенного по экспериментальному подпроекту 1234.7, код НАТО Nanuchka IV.

По имени шифра проекта корабли получили на флоте прозвище «оводы». МРК проекта 1234 поставлялись на вооружение ВМФ/ВМС четырёх стран мира: СССР, Алжира, Ливии и Индии. На 2013 год они оставались только на вооружении ВМФ России и Алжира: ливийские уничтожены в ходе военной операции НАТО летом 2011 года; индийские корабли этого проекта были выведены из состава индийских ВМС в 1999—2004 годах.
Корабли проекта активно эксплуатировались на всех четырёх флотах советского ВМФ и на протяжении 1970—1980 годов несли боевые службы в Мировом океане. Они оставили заметный след в истории советского кораблестроения и в настоящее время постепенно выводятся из боевого состава российского флота. Так, если на начало 2001 года в составе Военно-Морского Флота России находилось 2 корабля проекта 1234 и 18 кораблей проекта 1234.1, то уже к 2006 году все корабли проекта 1234 были выведены из состава ВМФ и в строю остались только 12 кораблей проекта 1234.1 и 1 корабль проекта 1234.7.

## История проектирования
Тактико-техническое задание на создание нескольких вариантов кораблей-ракетоносцев среднего водоизмещения в 1958 году получили три центральных конструкторских бюро (ЦКБ): ЦКБ-5, ЦКБ-53 и ЦКБ-340. В период 1958—1963 годов этими конструкторскими бюро (КБ) было разработано несколько вариантов таких кораблей. Первоначально ЦКБ-53 вело проработку ракетного корабля на базе сторожевого корабля проекта 50, а ЦКБ-340 — на базе сторожевого корабля проекта 159, но из-за малой ширины корпусов этих кораблей разместить на них побортно пусковые установки противокорабельных ракет (ПКР) оказалось невозможно.
ЦКБ-5, не имевшее на первоначальном этапе проектирования базового корпуса для размещения ракет, продвинулось в проектировании дальше других КБ. Бюро был создан и доведён до стадии технического проекта так называемый «проект 901», наиболее предпочтительным вариантов которого был корабль водоизмещением 600 тонн, длиной корпуса 60 метров, шириной — 11,2 м и осадкой — 2,8 м. Вооружение проекта состояло из двух побортно расположенных однотрубных пусковых установок (ПУ) противокорабельных ракет (ПКР) П-35, двух спаренных 57-мм артиллерийских установок (АУ) АК-725, размещённых в оконечностях корпуса, на поздней стадии проектирования в состав вооружения проекта был добавлен зенитный ракетный комплекс (ЗРК) самообороны «Оса-М». Программой судостроения на семилетку 1959—1965 годов Зеленодольском заводу № 340 задавалась постройка 16 средних ракетоносцев проекта 901, но из-за задержек с разработкой ЗРК «Оса-М» и громоздкости корабельной аппаратуры (стоек и антенных постов ракетного комплекса П-35), постановлением правительства от 27 мая 1961 года проект 901 был исключён из кораблестроительной программы.
Конструкторы ЦКБ-53 в то же самое время разрабатывали проект под индексом «902», вариантом которого был корабль водоизмещением 1100 т, длиной — 78 м, шириной — 12,8 м и осадкой — 3,2 м. Вооружением проекта были 4 ПКР П-35 (по две однотрубных ПУ побортно) и две спаренные 76-мм АУ АК-726, размещённые в носу и корме корпуса.
Проекты, разработанные ЦКБ-5 и ЦКБ-53 заказчика не удовлетворили, а так как флоту по-прежнему требовался небольшой мореходный корабль с усиленным противокорабельным, артиллерийским и зенитным вооружением, Главком ВМФ СССР С. Г. Горшков потребовал экстренно разработать проект нового ракетного катера с шестью новейшими ПКР П-120 «Малахит», установкой ЗРК самообороны и более крупнокалиберной, чем на предыдущих ракетных катерах, артиллерией. В десятилетнюю программу кораблестроения на 1964—1973 годы, принятую постановлением Совета министров СССР от 10 августа 1963 года, было включено строительство 40 ракетных катеров будущего проекта 1234. Учитывая пристрастие Н. С. Хрущёва к техническим новинкам, новый «ракетоносец» задумывался как катер с алюминиевым корпусом на подводных крыльях водоизмещением менее 350 т со скоростью 50 узлов. Несколько позднее предпочтение было отдано стальному катеру водоизмещающего типа чуть большей размерности (450—550 т) со скоростью 40 узлов.
29 мая 1964 года вышло специальное партийно-правительственное постановление, определявшее начало постройки головного корабля, дату завершения его строительства (1967 год) и основные тактико-технические элементы корабля: в состав его вооружения должны были войти четыре противокорабельных ракеты «Малахит», комплекс радиотехнических средств обнаружения и целеуказания «Дубрава-1234» (будущий РЛК «Титанит») с дальностью обнаружения 120—150 км, ЗРК «Оса-М» и 2-3 спаренные зенитными 30-мм автоматами. Разрабатываемый корабль получил номер проекта 1234 и шифр «Овод». Его технический проект был выпущен в 1964 году. Главным конструктором проекта был И. П. Пегов.
Тактико-техническое задание на проектирование нового ракетного катера было утверждено 17 августа 1965 года и передано в ЦМКБ «Алмаз», созданное незадолго до этого на основе объединения ЦКБ-5 и ЦКБ-19. Главным конструктором проекта остался И. П. Пегов, а главным наблюдающим от ВМФ стал капитан 1 ранга В. В. Дмитриев.
Проектирование нового корабля шло в сложной обстановке: водоизмещение катера из-за необходимости удовлетворения требований главкома ВМФ СССР С. Г. Горшкова по размещению шести ПКР «Малахит» (вместо четырёх), ЗРК «Оса-М» и РЛК «Титанит» быстро возросло до 600, а затем и до 670 т. Газотурбинную энергетическую установку разместить на корабле не удалось из-за больших габаритов турбин М-3; дизелей требуемой мощности также не имелось, а созданию новых дизелей или турбин мешал ограниченный лимит времени на проектирование. В результате, было принято решение использовать на корабле трёхвальную главную энергетическую установку с работой на каждом валу дизелей типа М-504. Впервые на советском ракетном катере было предусмотрено размещение средств РЭБ.
Так как корабль водоизмещением более 500 тонн не соответствовал понятию «катер», по результатам рассмотрения проекта Главком ВМФ утвердил новый класс кораблей — «малые ракетные корабли»; одновременно проект 1234 был переведён из класса ракетных катеров в класс малых ракетных кораблей.

## Назначение проекта
Корабли проекта 1234 предназначены для борьбы с боевыми кораблями и торговыми судами вероятного противника на закрытых морях и в ближней океанской зоне. «Высокая огневая мощь комплекса „Малахит“ определила стремление советских адмиралов выдвинуть малые ракетные корабли в Средиземное море», где они, начиная с весны 1975 года регулярно несли боевые службы в составе 5-й Средиземноморской эскадры кораблей ВМФ.
В процессе боевой службы корабли проекта привлекались и к выполнению ряда задач, несвойственных их прямому предназначению — обеспечивали боевую подготовку подводных лодок, авиации, войск ПВО; выступали в качестве противолодочных кораблей и спасательных судов; охраняли морскую государственную границу СССР, были хозяевами визитов кораблей ВМС иностранных государств.

## Строительство и испытания
Строительство малых ракетных кораблей проекта 1234 было развёрнуто с 1967 года на ленинградском Приморском судостроительном заводе (построено 17 единиц) и с 1973 года на Владивостокском судостроительном заводе (построено 3 единицы). Первые два малых ракетных корабля ленинградской постройки носили до 25 апреля 1970 года только цифровое тактическое наименование: головной «МРК-3», первый серийный корпус — «МРК-7». Последующим кораблям присваивались «погодные» наименования, традиционные для советских сторожевых кораблей времён Великой Отечественной войны, за свои «погодные» названия именовавшихся «дивизионом плохой погоды». Три последних корабля проекта 1234 ленинградской постройки в состав ВМФ СССР не вступали, а сразу переоборудовались по экспортному проекту 1234Э для ВМС Индии.
Головной корабль проекта («Буря») к осени 1969 года был переведён по внутренним водным путям на Чёрное море и в течение пятнадцати месяцев, начиная с 27 марта 1970 года, участвовал в проведении совместных испытаний, в процессе которых выполнил 20 пусков ракетным комплексом «Малахит». Из этих пусков четыре пуска были аварийными, шесть пусков были оценены как частично удачные (ракеты упали в море, недолетев 100—200 м до цели), в ходе остальных 10 пусков (50 %) было достигнуто прямое попадание, в том числе при последних стрельбах, выполненных трёхракетным залпом 20 июня 1971 года. На основании этих испытаний 17 марта 1972 года комплекс «Малахит» был принят на вооружение надводных кораблей.
В ходе учений «Крым-76», прошедших летом 1976 года, на совещании руководства 5-й Средиземноморской эскадры кораблей ВМФ СССР в присутствии Главнокомандующего ВМФ С. Г. Горшкова командиром 166-го дивизиона малых ракетных кораблей капитаном 2 ранга Пруцковым было внесено несколько предложений по модернизации кораблей проекта 1234. Командир дивизиона предложил: перенести с носа в корму ЗРК «Оса-М», где он был менее подвержен захлёстыванию волной в штормовую погоду, установить станцию помех и 76-мм автоматическую артиллерийскую установку для самообороны; наладить на кораблях выпечку хлеба, для чего установить жаровые печи, как на эсминцах. Главком пообещал учесть эти предложения и впоследствии все они (кроме предложения о изменении месторасположения ЗРК) были реализованы на кораблях проекта 1234.1.
Вторая серия кораблей проекта 1234 (или проект 1234.1) строилась на тех же заводах, что и первая: пятнадцать кораблей было построено на Приморском ССЗ и четыре на Владивостокском заводе. Семь остальных кораблей проекта 1234Э (из десяти) строились на судостроительном заводе «Вымпел» в Рыбинске.
Всего было построено 47 кораблей проекта 1234 и его модификаций: 17 единиц по проекту 1234, 10 единиц по проекту 1234Э (экспортный), 19 единиц по проекту 1234.1 и один корабль по проекту 1234.7 («Накат»).

## Конструкция

### Корпус и надстройка
Корпус корабля проекта 1234 — гладкопалубный, имеет катерные обводы, а также небольшую седловатость; набран по продольной системе набора из корабельной стали марки МК-35 повышенной прочности. На большей части длины корпус имеет двойное дно и разделён на десять водонепроницаемых отсеков девятью переборками (на 11, 19, 25, 33, 41, 46, 57, 68 и 80-м шпангоутах), транец расположен по 87-му шпангоуту. Две переборки (на 11 и 46-м шпангоутах) и транец целиком выполнены из стали марок 10 ХСН Д или 10 ХСН 2Д (СХЛ-45), у остальных переборок нижняя часть выполнена из стали марок СХЛ-45, а верхняя часть — из алюминиево-магниевого сплава марки АМг61. Присоединение частей переборок из АМг61 к стальным частям и днищевым, бортовым и палубным комингсам осуществлено при помощи заклёпок из сплава марки АМг5П на изолирующих подкладках.
Надстройка корабля островного типа выполнена трёхъярусной и находится в средней части корпуса. Она выполнена из алюминиевого-магниевого сплава АМг61, за исключением газоотбойников. Внутренние переборки также выполнены из лёгкого сплава, а соединение лёгких выгородок со стальным корпусом для защиты от коррозии выполнено на биметаллических вставках. Служебные и жилые помещения размещены в надстройке, на главной палубе и на верхней и нижней платформах. Высота леерных стоек, размещённых по бортам корабля в районе с 1-го по 32-й и с 42-го по 87-й шпангоуты, не превышает 900 мм.
Рангоут корабля состоит из четырёхногой фок-мачты ферменного типа, выполненной из труб лёгкого сплава и более развитой на кораблях проекта 1234.1. На фок-мачте находятся антенны радиотехнических устройств и связи, сигнальные фалы и ходовые огни, антенны радиолокационных станций.
Стандартное водоизмещение кораблей базового проекта — 580 т (по другим данным — 610 т), полное водоизмещение — 670—710 т. Наибольшая длина кораблей достигала 59,3 м (54,0 м по конструктивной ватерлинии), наибольшая ширина — 11,8 м (8,86 м по ватерлинии). Осадка средняя по конструктивной ватерлинии — 3,02 м. Стандартное водоизмещение кораблей проекта 1234.1 — 640 т, полное — 730 т. Наибольшая длина кораблей достигала 59,3 м (54,0 м по конструктивной ватерлинии), наибольшая ширина — 11,8 м (8,96 м по ватерлинии). Осадка средняя по конструктивной ватерлинии — 3,08 м.

### Энергетическая установка

Принципиальная схема энергетической установки корабля.

Главная энергетическая установка (ГЭУ) кораблей проекта 1234 и его модификаций выполнена с применением традиционной эшелонной схемы и размещена в двух машинных отделениях (МО) — носовом и кормовом. В носовом МО находятся два 112-цилиндровых четырёхтактных главных двигателя М-507А, работающих на бортовые валы, а в кормовом отделении — один двигатель М-507А, работающий на средний винт. Каждый из главных двигателей представляет собой два семиблочных (по восемь цилиндров в блоке, диаметр цилиндра 16 см, ход поршня 17 см) звёздообразных 56-цилиндровых дизеля марки М-504Б). Дизеля соединяются между собой через редуктор; главные двигатели работают каждый на свой гребной винт фиксированного шага. Винты на 1350 мм выступают ниже основной линии. Диаметр каждого из трёх гребных винтов — 2,5 м. Ресурс двигателя превышает 6000 часов при скорости вращения коленчатого вала 2000 об/мин. Мощность каждого из двигателей — 10 000 л. с., масса — 17 т. У первых установленных двигателей в процессе эксплуатации были замечены конструктивные недостатки: масло в главных двигателях приходилось менять через 100 часов, а их моторесурс составлял всего 500 часов; при работе двигателей наблюдалась загазованность помещений от их выхлопа. Впоследствии эти недостатки были устранены, а масло стали менять реже в три раза.
Мощность энергетической установки позволяет кораблю развивать скорость полного хода 35 узлов (34 узла на кораблях проектов 1234.1 и 1234.7), хотя некоторые корабли превышали этот показатель. Например, находясь на учениях малый ракетный корабль «Зарница» неоднократно показывал скорость полного хода 37—38 узлов. Боевая экономическая (оперативно-экономическая) скорость — 18 узлов, экономическая скорость — 12 узлов. Дальность плавания полным ходом достигала 415 морских миль, боевым экономическим ходом — 1600 морских миль (1500 для кораблей проектов 1234.1 и 1234.7), 12-узловым экономическим ходом — 4000 морских миль (3700 для кораблей проектов 1234.1 и 1234.7) или 7280 км.
Также на корабле установлены два дизель-генератора ДГ-300 мощностью по 300 кВт каждый (оба в кормовом МО) и один дизель-генератор ДГР-75/1500 мощностью 100 кВт. В двух МО были также размещены расходный топливный бак ёмкостью 650 л, расходный масляной бак ёмкостью 1600 л, термостат системы охлаждения ТС-70 и глушители ДГР-300/1500.

### Общекорабельные устройства
Рулевое устройство
Для управления курсом корабля предусмотрено рулевое устройство, состоящее из двухцилиндровой рулевой машины «Р-32» с поршневым приводом для двух рулей и системы управления «Питон-211». Рулевая машина комплектуется двумя электроприводными масляными насосами переменной производительности. Основной из них располагается в ахтерпике, запасной — в румпельном отделении. Оба пустотелых балансирных руля имеют обтекаемую форму; перо руля изготовлено из стали марки СХЛ-45. Предельный угол наибольшего поворота рулей от среднего положения на борт составляет 37,5°, время перекладки рулей на угол 70° — не более 15 секунд. Оба руля могут работать в режиме успокоителей качки.
Швартовное устройство
Швартовное устройство состоит из шпилей, кнехтов, киповых планок, вьюшек и швартовных тросов. В носовой части корабля находится якорно-швартовный электрогидравлический шпиль ШЭГ-12 со скоростью выборки стального троса диаметром 23,5 мм около 20 м/мин и тяговым усилием 3000 кг. В корме корабля находится швартовый шпиль ШЗ со скоростью выборки около 15 м/мин и тяговым усилием 2000 кг. На палубе корабля в районе 14-го, 39-го и 81-го шпангоутов размещены шесть кнехтов с тумбами диаметром 200 мм. Столько же киповых планок с намётками находится в районе 11-го, 57-го и 85-го шпангоутов. В носу и корме, а также на платформе форпика установлены три вьюшки. В комплект каждого корабля входят четыре швартовных троса длиной 220 м и два цепных стопора.
Якорное устройство
В состав якорного устройства корабля входит шпиль ШЭГ-12, носовой якорь Холла весом 900 кг, якорная цепь повышенной прочности с распорками калибром 28 мм и длиной 200 м; два цепных стопора, палубные и якорные клюзы и цепной ящик, расположенный под платформой форпика). Якорное устройство обеспечивает якорную стоянку на глубинах до 50 м с вытравливанием якоря и якорной цепи со скоростью 23 м/мин или 5 м/мин при подходе якоря к клюзу. Пульт управления якорным шпилем находится в ходовой рубке, а колонка ручного управления размещена на палубе (на волнорезе по левому борту).
Буксирное устройство
Буксирное устройство кораблей проекта 1234 состоит из кнехта с тумбами диаметром 300 мм (расположен в диаметральной плоскости в районе 13-го шпангоута), киповой планки с роульсами в ДП (район 1-го шпангоута), буксирного гака в ДП на корме у транца, буксирной дуги, 100-мм буксирного капронового каната длиной 150 м и буксирной вьюшки в форпике.
Спасательные устройства
Спасательные устройства на корабле представлены пятью спасательными плотами ПСН-10М (на 10 человек каждый), размещёнными на крыше первого яруса надстройки, четырьмя спасательными кругами, расположенными побортно на ходовой рубке в районе 41-го шпангоута и 1-м ярусе надстройки в районе 71-го шпангоута, а также индивидуальными спасательными жилетами ИСС (предусмотрены для всех членов экипажа).
На первых кораблях проекта в перегруз мог браться в качестве спасательного средства разъездной катер «Чирок» вместимостью на 5 человек (вместе с рулевым). Катер размещался на двух шлюпбалках типа Ш6И/ЯЛ-6, находившихся на палубе по левому борту за газоотбойником. Однако катер и шлюпбалки часто повреждались струёй пламени при пусках противокорабельных ракет, и поэтому в конце 1970-х годов их демонтировали; больше на кораблях проекта 1234 они не применялись.

### Мореходность
Малые ракетные корабли проекта 1234 имеют удовлетворительную управляемость на волне на носовых курсовых углах, но на кормовых курсовых углах корабли плохо слушаются руля, проявляется «валкость» и начинается большое рысканье по курсу. На малых скоростях при волнении моря до 4-5 баллов заливаемость и забрызгиваемость палубы и надстройки не слишком значительны, заливаемость воздухозаборных шахт отсутствует. На скоростях более 14 узлов брызги долетают до крыши ходовой рубки. Мореходность по использованию оружия — 5 баллов. Начальная метацентрическая высота — 2,37 м, коэффициент поперечной остойчивости — 812 тм, кренящий момент — 19,8 тм/°. При стандартном водоизмещении запас плавучести достигает 1835 м³.
Малые ракетные корабли проекта 1234 обладают хорошей поворотливостью: время поворота на 360 ° не превышает 200 с (при угле перекладки руля — 25 °), диаметр тактической циркуляции не превышает 30 длин корабля. Расстояние пробега до полной остановки с полного хода — не более 75 длин корабля, аварийная остановка возможна за 55 с.

### Обитаемость
Численность личного экипажа малых ракетных кораблей проекта 1234 по штату составляет 60 человек, в том числе 9 офицеров и 14 старшин. Численность экипажа кораблей проекта 1234.1 увеличена на четыре человека (офицер и 3 матроса), на единственном корабле проекта 1234.7 штатная численность экипажа была увеличена ещё на одного матроса и достигла 65 человек.
Каюта командира находится в носовой оконечности первого яруса надстройки (в районе 25-32-го шпангоутов). Она делится на три помещения: кабинет, спальню и санузел. Кают-компания старшин в случае необходимости может быть использована в качестве операционной. На верхней платформе в районе 33-41-го шпангоутов располагаются три двухместных и две одноместных офицерские каюты, в районе 24-33-го шпангоутов находятся одна шестиместная и две четырёхместные каюты старшин (мичманов). Команда размещена в двух кубриках: в 27-местном на верхней платформе (в районе 11-24-го шпангоутов) и в десятиместном в районе 11-19-го шпангоутов.
В целях улучшения обитаемости личного состава в конструкции корпуса корабля были применены три типа изолирующих конструкций: для защиты от проникающего импульсного шума (плиты поропласта эластичного ПХВ-Э, армированного пластинами пенопласта ПХВ-1), для снижения воздушного шума (маты ВТ-4 с заливкой листами из лёгкого сплава) и для защиты помещений от охлаждения (плиты различных марок пенопласта и пенополистирола, теплоизоляционные маты из штапельного и капронового волокна).
Автономность по запасам провизии — 10 суток. На кораблях Черноморского флота, нёсших службу в Средиземном море и снабжавшихся продовольствием нерегулярно, устанавливались пекарни, изначально проектом не предусмотренные.
| Тактико-технические элементы модификаций малого ракетного корабля проекта 1234 шифр «Овод» | Тактико-технические элементы модификаций малого ракетного корабля проекта 1234 шифр «Овод» | Тактико-технические элементы модификаций малого ракетного корабля проекта 1234 шифр «Овод» | Тактико-технические элементы модификаций малого ракетного корабля проекта 1234 шифр «Овод» | Тактико-технические элементы модификаций малого ракетного корабля проекта 1234 шифр «Овод» | Тактико-технические элементы модификаций малого ракетного корабля проекта 1234 шифр «Овод» |
| Проект                                                                                     | 1234                                                                                       | 1234.1                                                                                     | 1234.7                                                                                     | 1234Э                                                                                      | 1234ЭМ                                                                                     |
| ------------------------------------------------------------------------------------------ | ------------------------------------------------------------------------------------------ | ------------------------------------------------------------------------------------------ | ------------------------------------------------------------------------------------------ | ------------------------------------------------------------------------------------------ | ------------------------------------------------------------------------------------------ |
| Кораблестроительные элементы                                                               |                                                                                            |                                                                                            |                                                                                            |                                                                                            |                                                                                            |
| Водоизмещение стандартное/полное, т                                                        | 580—610/670-700                                                                            | 640/730                                                                                    | 640/730                                                                                    | 560/660                                                                                    | 560/660                                                                                    |
| Главные размерения, м                                                                      | 59,3x11,8x3,02                                                                             | 59,3x11,8x3,08                                                                             | 59,3x11,8x3,08                                                                             | 59,3x11,8x2,6                                                                              | 59,3x11,8x2,6                                                                              |
| Скорость хода, узлов                                                                       | 35                                                                                         | 34                                                                                         | 34                                                                                         | 34                                                                                         | 34                                                                                         |
| Дальность плавания на 34/18/12 узлах                                                       | 415/1600/4000                                                                              | 415/1500/3700                                                                              | 415/1500/3700                                                                              | 900 (31 уз.)/-/2500                                                                        | 900 (31 уз.)/-/2500                                                                        |
| Главная энергетическая установка                                                           |                                                                                            |                                                                                            |                                                                                            |                                                                                            |                                                                                            |
| Тип дизельного двигателя                                                                   | М-507А                                                                                     | М-507А                                                                                     | М-507А                                                                                     | М-507                                                                                      | М-507                                                                                      |
| Количество x мощность, л. с.                                                               | 3x10 000                                                                                   | 3x10 000                                                                                   | 3x10 000                                                                                   | 3x8600                                                                                     | 3x8600                                                                                     |
| Количество x тип движителя                                                                 | 3xВФШ                                                                                      | 3xВФШ                                                                                      | 3xВФШ                                                                                      | 3xВФШ                                                                                      | 3xВФШ                                                                                      |
| Источник ЭЭС тип x мощность кВТ                                                            | 2 ДГx300 + 1 ДГx100                                                                        | 2 ДГx300 + 1 ДГx100                                                                        | 2 ДГx300 + 1 ДГx100                                                                        | 2 ДГx300 + 1 ДГx100                                                                        | 2 ДГx300 + 1 ДГx100                                                                        |
| Экипаж                                                                                     |                                                                                            |                                                                                            |                                                                                            |                                                                                            |                                                                                            |
| Офицеры                                                                                    | 9                                                                                          | 10                                                                                         | 10                                                                                         | 7                                                                                          | 7                                                                                          |
| Мичманы                                                                                    | 14                                                                                         | 14                                                                                         | 14                                                                                         | 0                                                                                          | 0                                                                                          |
| Рядовой состав                                                                             | 37                                                                                         | 40                                                                                         | 41                                                                                         | 42                                                                                         | 42                                                                                         |
| Вооружение                                                                                 |                                                                                            |                                                                                            |                                                                                            |                                                                                            |                                                                                            |
| Противокорабельное                                                                         | 6 ПКР П-120 «Малахит»                                                                      | 6 ПКР П-120 «Малахит»                                                                      | 12 ПКР П-800 «Оникс»                                                                       | 4 ПКР П-20                                                                                 | 16 ПКР «Уран-Э»                                                                            |
| ЗРК x количество направляющих x боезапас                                                   | 1x2x20 «Оса-М»                                                                             | 1x2x20 «Оса-МА»                                                                            | 1x2x20 «Оса-МА»                                                                            | 1x2x20 «Оса-М»                                                                             | 1x2x20 «Оса-МА»                                                                            |
| Артиллерия                                                                                 | 1x2 57-мм АК-725                                                                           | 1x1 76-мм АК-176, 1x6 30-мм АК-630М                                                        | 1x1 76-мм АК-176, 1x6 30-мм АК-630М                                                        | 1x2 57-мм АК-725                                                                           | 1x2 57-мм АК-725, 1x6 30-мм АК-630М                                                        |
| Радиотехническое                                                                           | Титанит, Барс, Залив                                                                       | Титанит (Монолит), Вымпел, Печора, Миус, Вымпел Р2                                         | Монолит, Вымпел, Дон-2, Вымпел Р2                                                          | Рангоут, Барс, Дон, Залив                                                                  | Гарпун-Э, Ласка, Позитив-МЭ-1,                                                             |

## Вооружение

### Противокорабельное вооружение

Ракета П-120 «Малахит»

В состав вооружения корабля входило шесть крылатых противокорабельных ракет П-120 «Малахит» (индекс 4К-85). Ракеты размещены побортно на верхней палубе в двух строенных ненаводящихся нестабилизированных, небронированных неамортизированных стартовых пусковых установках «КТ-120» контейнерного типа длиной 8,8 м. ПУ имеют постоянный угол возвышения — 9 °, а их оси расположены параллельно диаметральной плоскости корабля.
Стартовый вес одной противокорабельной ракеты — 5400 кг, ширина со сложенными крыльями — 1210 мм, размах крыльев в полёте — 2130 мм. Тип головки самонаведения — комбинированное самонаведение с радиолокационным и тепловым каналами. Маршевая высота полёта — 50 м, дальность пуска ракеты находится в пределах 15—120 км, скорость схода ракеты с направляющих составляет 39-56 м/с, скорость полёта — 1100 км/ч. Масса боевой части — 500 кг (по другим данным — 840). Ракеты способны нести ядерные боеголовки мощностью в 200 кт каждая.
Ракеты грузятся в контейнеры береговым или плавучим краном при помощи специальных загрузочных устройств типа ЗУ-84 (с применением штатных балок с ловителями и рамы), хранящихся в базе. Недостаткам ПКР П-120 является наличие чёрного шлейфа дыма, оставляемого его твердотопливным двигателем. Применение противокорабельного оружия на малых ракетных кораблях проекта 1234 возможно при волнении моря не более пяти баллов. При сильной волне с кормовых углов на стрельбу ракетным комплексом (особенно залповую) налагаются серьёзные ограничения. Так, из-за того, что корабль при сильном волнении моря не может лечь на боевой курс, интервал схода крылатых ракет составляет до 1,5 минут.

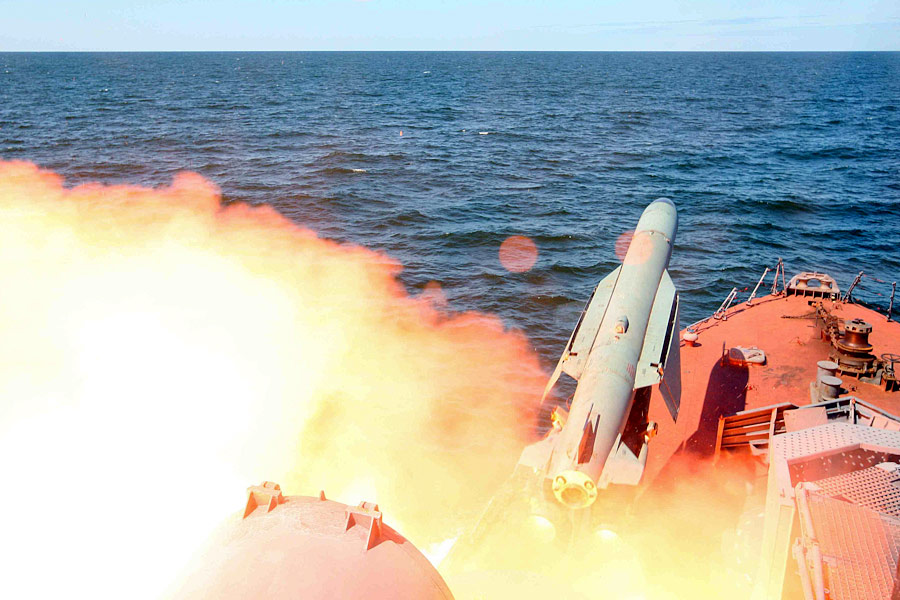
Пуск ракеты П-120 «Малахит» с МРК пр. 1234

На малом ракетном корабле «Накат» (проект 1234.7) противокорабельное вооружение представлено двумя шестизарядными ненаводящимися пусковыми установками СМ-316 с фиксированным углом возвышения. Пусковые установки расположены побортно параллельно диаметральной плоскости корабля; каждая из установок представляет собой наклонную ферменную конструкцию для размещения шести транспортно-пусковых контейнеров СМ-324 противокорабельных ракет «Оникс» (П-800). Стартовый вес одной противокорабельной ракеты — 3000 кг, ширина со сложенными крыльями — 0,7 м, размах крыльев в полёте — 1,7 м. Тип головки самонаведения — комбинированное самонаведение с инерциальным и радиолокационным каналами. Дальность пуска ракеты находится в пределах 120 (по низковысотной траектории)—300 км (по комбинированной траектории), скорость полёта — до 750 м/с, масса боевой части — 200 кг.

### Зенитное ракетное вооружение
Размещённый на кораблях проекта 1234 зенитный ракетный комплекс «Оса-М» предназначен для обеспечения противовоздушной защиты и уничтожения одиночных воздушных целей. Комплекс расположен в носовой части корабля в позиции «А». В состав ЗРК входят двухбалочная пусковая установка «ЗиФ-122», система подачи и перезаряжения ракет, система управления 4Р-33 и боекомплект из 20 зенитных ракет 9М-33. Скорострельность ЗРК составляет два пуска в минуту при стрельбе по воздушным целям и 2,8 пуска при стрельбе по надводным целям, время перезарядки ПУ не превышает 16-21 с.

ЗРК «Оса-М» способен обеспечивать поражение целей, летящих со скоростью 300 м/с на высотах 200—5000 м и на дальности до 9000 м (для сверхзвуковых целей — 7100), на малых высотах (50—100) дальность поражения целей снижается до 4000—6000 м. Принятый в 1979 году на вооружение ВМФ СССР модернизированный ЗРК «Оса-МА» устанавливался на малых ракетных кораблях проекта 1234.1. Модернизированный комплекс имел повышенную дальность поражения воздушных целей (15 км) на высотах от 15 м. 

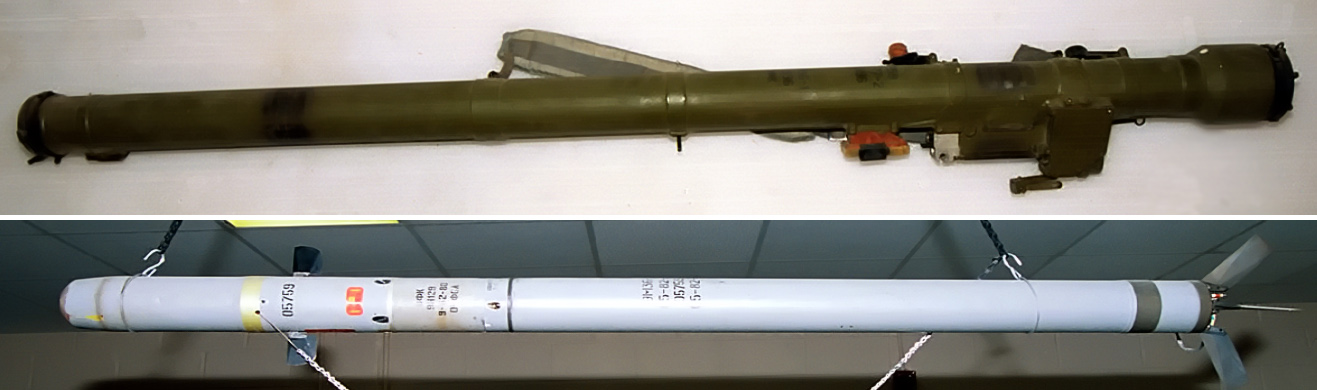
ПЗРК «Стрела-3»

Низкая скорострельность ЗРК семейства «Оса» не позволяет им отражать одновременные атаки нескольких воздушных целей или ПКР, по этой причине на начало XXI века все модификации ЗРК «Оса» являются устаревшим и малоэффективным оружием.
Малые ракетные корабли проекта 1234.1 в целях ближней зенитной самообороны дополнительно вооружены двумя счетвёренными установками ПЗРК «Стрела-3» (боекомплект 16 ЗУР).

### Артиллерийское вооружение
Артиллерия малых ракетных кораблей базового проекта 1234 представлена одной двухствольной башенной артиллерийской установкой (АУ) АК-725 калибра 57 мм, расположенной в кормовой части корпуса. Башня АУ небронирована и изготовлена из дюралюминиевого сплава толщиной 6 мм с покрытием внутренней поверхности пенополиуретаном (для предотвращения отпотевания). В башенной АУ размещены в одной люльке два 57-мм/75 автомата «ЗиФ-74» с общим боезапасом 1100 выстрелов и темпом стрельбы 200 выстрелов в минуту при длине непрерывной очереди в 100 выстрелов. Расчёт АУ — 2 человека. Углы горизонтального наведения — 200 ° на оба борта. Масса АУ — 3,9 т. Дальность стрельбы — 8420 м (6950 м по самоликвидатору). Наведение орудий осуществляется или от выносного пульта или дистанционно от РЛС управления стрельбой типа МР-103 «Барс» с максимальной дальностью обнаружения целей в 40 км.

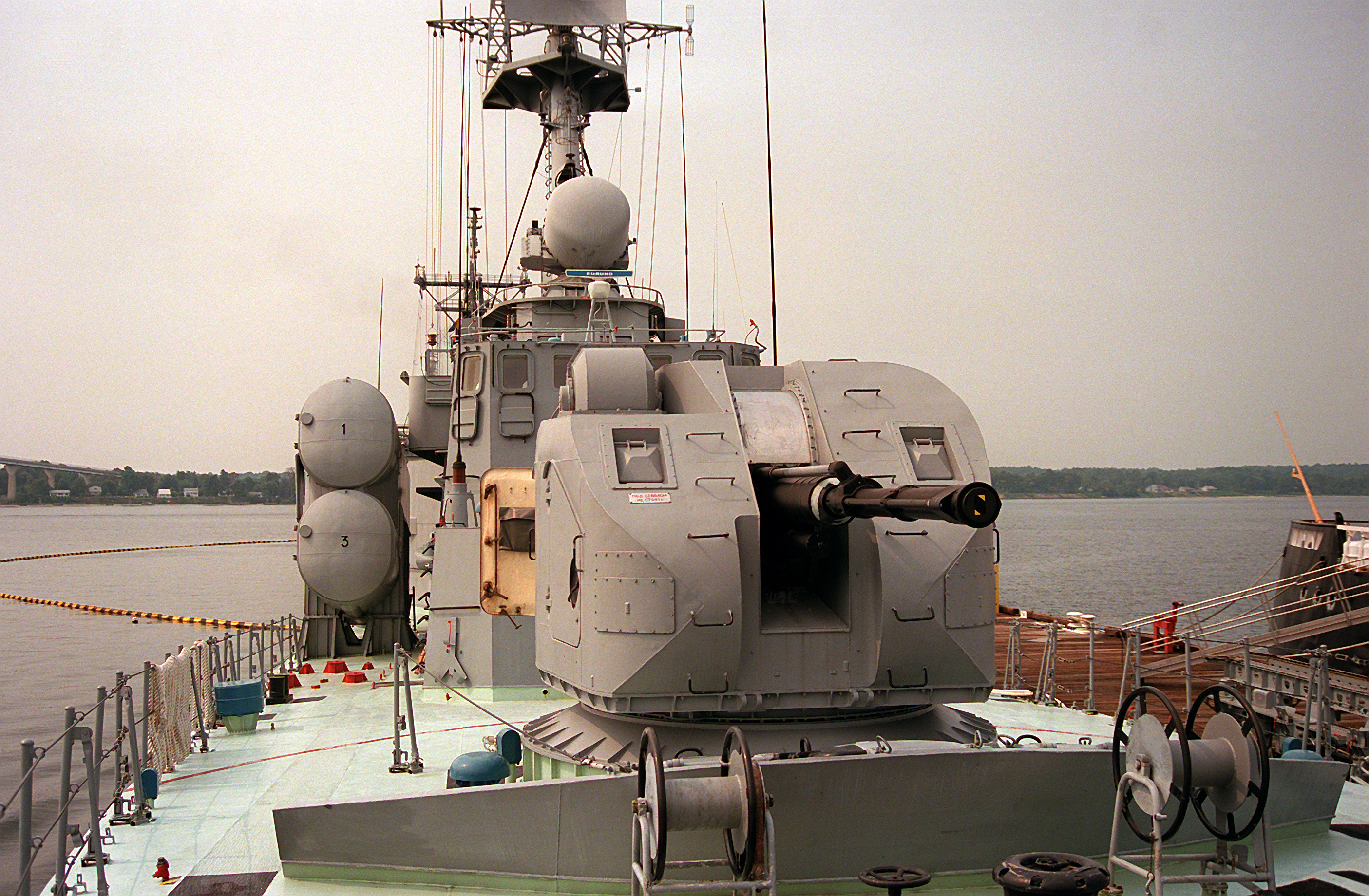
Артиллерийская установка АК-176

Показанная на практике невысокая эффективность 57-мм снаряда с неконтактным взрывателем вызвала необходимость усиления корабельной артиллерии кораблей проекта 1234. На малых ракетных кораблях проектов 1234.1 и 1234.7 на месте установки АК-725 размещалась одноствольная автоматическая 76-мм/59 АУ башенного типа АК-176 с боезапасом в 152 выстрела (316 выстрелов на МРК «Накат»). Башня АУ изготовлена из алюминиево-магниевого сплава АМг-61 толщиной 4 мм. Расчёт — 2 человека (4 человека в режиме ручной подачи боеприпасов). Углы горизонтального наведения на оба борта не превышают 175°. Масса АУ — 10,45 т.
На кормовой надстройке малых ракетных кораблей проекта 1234.1 для борьбы с низколетящими противокорабельными ракетами размещена шестиствольная 30-мм/54,5 АУ АК-630М с ленточным магазином на 2000 патронов и запасной лентой в 1000 патронов, хранящейся в барбете в специальном бункере. Вес АУ без боезапаса и ЗИП составляет 1,85 т. Полный вес автомата с системой управления — 9114 кг. Дальность стрельбы — 4000 м. В нормативном режиме стрельба ведётся 4-5 очередями по 20-25 выстрелов начиная с предельной дальности, на дистанции наиболее эффективного огня огонь ведётся очередями по 400 выстрелов с перерывом между очередями в 3-5 с.
На крыльях мостика кораблей проекта 1234.1 могут быть установлены два 12,7-мм пулемёта ДШК с ленточным боепитанием.

### Радиотехническое вооружение
Радиолокационный комплекс и системы целеуказания
Приём информации от авиационных систем воздушного наблюдения и пеленгования на корабле обеспечивает морская радиотехническая система целеуказания МРСЦ-1. Активное и пассивное обнаружение целей, обеспечение выработки и выдачи целеуказания в КСУ, решение навигационных задач и управление совместными боевыми действиями на кораблях проекта 1234 ведётся радиотехнической комплексной системой (радиолокационным комплексом) «Титанит». Комплекс «Титанит» способен работать в пяти режимах:
1. «А» — режим активного обнаружения целей и целеуказания;
2. «П» — режим пассивного обнаружения целей и целеуказания;
3. «У» («Успех») — режим приёма информации от системы МРСЦ-1;
4. «В» — режим взаимного обмена информацией и управления совместными боевыми действиями (УБСД)
5. «Н» — режим навигации (в границах от 40 м до 38 кабельтовых).

В боевую готовность комплекс приводится за 5-20 минут, время непрерывной работы — не более 12 часов, загоризонтная дальность обнаружения целей — 120—130 км или до 150—170 км (при работе с авиацией на высотах 2 км), минимальная дальность обнаружения надводных целей — не менее 40 км. На крыше ходовой рубки находится стеклопластиковый обтекатель антенного устройства ДО-1, обеспечивающего выполнение режимов «П» и «У». По обеим сторонам от основного антенного поста ДО-1 размещены два обтекателя антенных постов ДО-2, обеспечивающих выполнение режима «В». Впереди от антенного устройства ДО-1 размещён антенный пост ДО-3, выполняющий задачи режимов «Н» и «А». На топе фок-мачты размещены антенные посты ДО-4 и ДО-5, обеспечивающие выполнение режимов «В» и «У» соответственно, чуть ниже — антенный пост ДО-6 (обеспечивает режим «П»). Система «Титанит» сопряжена с устройством «Дунай», обеспечивающим подготовку и пуск ракет «Малахит».
На малых ракетных кораблях проекта 1234.1 обтекатель антенного поста ДО-1 РЛК «Титанит» сдвинут в нос с размещением на крыше ходовой рубки. С 1986 года на МРК проекта 1234.1, начиная с заводского № С-76 ленинградской и заводского № С-1005 владивостокской постройки, вместо РЛК «Титанит» устанавливался РЛК «Монолит», благодаря чему повысились возможности по обнаружению, сопровождению, наведению и классификации целей.
На кормовой надстройке кораблей проекта 1234 размещалась РЛС управления артиллерийским огнём МР-103 «Барс» с максимальной дальностью обнаружения целей 40 км. На кораблях проектов 1234.1 и 1234.7 она была демонтирована, а вместо неё была установлена РЛС аналогичного назначения МР-123/176 «Вымпел» (антенный пост РЛС сдвинут в нос от места установки МР-103 и размещён между воздухозаборниками машинных отделений).
Средства радиотехнической разведки и радиоэлектронной борьбы
Перед рубкой размещён антенный пост РЛС радиотехнической разведки МРП-11-12 («Залив»). На МРК «Зарница» испытывалась опытная РЛС радиотехнической разведки «Ограда» со станцией активных помех с тремя режимами работы (заградительный шумовой, импульсный и комбинированный).
Для целей радиоэлектронной борьбы (РЭБ) малые ракетные корабли проекта 1234 оснащались двумя-четырьмя шестнадцатиствольными дистанционно управляемыми пусковыми установками ПК-16 для постановки пассивных помех, ведущими стрельбу 82-мм снарядами с дипольными отражателями или тепловыми ловушками). На МРК проекта 1234.1 средства РЭБ были усилены двумя (на некоторых кораблях — четырьмя) десятиствольными пусковыми установками постановки пассивных помех калибра 122 мм ПК-10. С корпусов № С-76 и № С-1005 на корабли устанавливалась станция активных помех «Вымпел» Р-2В.
Радиосвязь и инфракрасная аппаратура
Средства радиосвязи на малых ракетных кораблях проекта 1234 были представлены радиопередатчиком Р-654-ПР, радиоприёмниками Р-678 и «Волна-К», радиостанциями Р-615М и двумя радиостанциями Р-619-2, а также аппаратурой ЗАС четырёх видов и трансляционной системой П-400 «Каштан». Аппаратура ЗАС могла функционировать даже при взрыве атомной бомбы среднего калибра на дистанции не менее 4000 м от эпицентра взрыва.
В комплект радиотехнического вооружения всех кораблей проекта входила инфракрасная аппаратура «Хмель-2». Она позволяла кораблям наблюдать и пеленговать инфракрасные огни и осуществлять совместное плавание и скрытую связь в тёмное время суток при полном затемнении кораблей. Время непрерывной работы аппаратуры от сети постоянного тока напряжением 27В — 20 часов, дальность пеленгования достигала 20 кабельтовых, а дальность определения дистанции — до 4 кабельтовых.
Система государственного опознавания
Система государственного опознавания включала одну РЛС-совмещённый запросчик-ответчик «Нихром-РРМ» с устройством 082М (позднее заменён на устройство 7630-5). РЛС «Нихром» позволяла проводить опознавание надводных и воздушных целей для определения их принадлежности к своим вооружённым силам. Запросная антенна РЛС встроена в антенный пост ДО-3, а дополнительный запросчик «Никель-КМ» с устройством 082М встроен в антенный пост 4Р-33.

### Навигационное и штурманское вооружение
Навигационное вооружение кораблей проекта 1234 представлено РЛС 3-см диапазона «Дон» (установлена на некоторых кораблях). Антенный пост РЛС размещается на топе мачты. Станция «Дон» способна обнаруживать воздушные цели на дистанции до 50 км и надводные цели — на расстоянии до 25 км. На малых ракетных кораблях проекта 1234.1 вместо РЛС «Дон» установлены две навигационные РЛС «Печора», а с 1989 года на эти корабли устанавливалась также резервная навигационная РЛС «Миус». На малом ракетном корабле «Накат» вместо РЛС «Печора» установлена РЛС «Дон-2».
Начиная с 1995 года на МРК проекта 1234.1 и 1234.7 устанавливаются системы предупреждения о лазерном облучении «Спектр-Ф» с шестью датчиками (четыре в носовой части надстройки корабля и два — в её кормовой части).
Состав штурманского вооружения малых ракетных кораблей менялся по мере строительства новых кораблей и развития систем навигации. Общими на всех кораблях оставались основной гирокурсоуказатель ГКУ-1, автопрокладчик АП-3У и эхолот НЭЛ-7. Магнитный компас — от 127-мм магнитного компаса до КМО-Т, лаги — от гидродинамического МГЛ-50 до индукционных ЛИ-5, ИЭЛ-1, корабельные приёмоиндикаторы радионавигационных и спутниковых навигационных систем — от КПФ-2, КПИ-4 до КПФ-3К, КПФ-5, «Шлюз», радиопеленгаторы — от АРП-53 до ДВРП «Румб».

## Боевая живучесть
Корабль способен оставаться на плаву при затоплении двух смежных отсеков. Корабль оборудован системой жидкостного пожаротушения ЖС-52 для ликвидации пожаров топлива и горюче-смазочных материалов в машинных отделениях с помощью хладона 114В2 производства Кировочепецкого завода. Противопожарная система имеет два поста ручного управления (в обоих МО), два бака ёмкостью по 45 л фреона и два 10-литровых бака с воздухом высокого давления. Пуск хладона в МО осуществляется вытеснением его сжатым воздухом по давлением 8 кгс/см². Небольшие пожары должны тушиться воздушной пеной при помощи системы воздушно-пенного пожаротушения СО-500 (специальный резервуар ёмкостью 50 л пенообразователя ПО-1 и 10 л сжатого воздуха в баке). Смесь состоит из 4 % ПО-1 и 96 % воды. Для обслуживания систем пожаротушения на корабле находится система судового сжатого воздуха давлением 150 кгс/см².
Защита корабля и его экипажа от оружия массового поражения обеспечивается с помощью четырёх герметичных контуров, установок фильтров ФСМ-2000 в шахтах воздухоприёма дизелей, дозиметрической аппаратуры КДУ-5, КИД-6В, приборов химической и радиационной разведки ВПХР и КРГБ-1. На корабле имеются также фильтрующие противогазы по числу членов экипажа и десять изолирующих противогазов, а также химкомплекты.
Боевая живучесть базового проекта 1234 из-за слабых возможностей ПВО и ПРО (низкой эффективности средств самообороны — АУ АК-725 и ЗРК «Оса-М») оценивалась как низкая. Практическим доказательством этого стала трагическая гибель на учениях МРК «Муссон» в 1987 году и уничтожение противокорабельной ракетой «Гарпун» ливийского ракетного корвета Ean Zaquit в 1986. Проект 1234.1 за счёт применения новых средств самообороны (РЛС «Вымпел» с АУ АК-176 и АК-630, модернизированный ЗРК «Оса-МА», станции активных помех «Вымпел-Р2А» и «Вымпел-Р2В», комплекс пассивных помех ПК-10, система предупреждения об лазерном облучении «Спектр-Ф») имеет хотя и более эффективную ПВО, но всё равно недостаточно эффективную для отражения одновременной атаки нескольких ПКР или самолётов штурмовой авиации.
Боевую живучесть кораблей проекта снижает использование лёгких (алюминиево-магниевых) сплавов марки АМг61 в конструкциях надстройки корпуса. Лёгкие сплавы являются менее прочными, чем стальные и при возникновении пожара легко воспламеняются, быстро горят и плавятся, затрудняя борьбу за живучесть корабля.

## Представители

### Малые ракетные корабли проекта 1234
| Наименование | Завод               | Заводской номер | Дата закладки | Дата спуска на воду | Дата зачисления в списки | Флот    | Статус                      |
| ------------ | ------------------- | --------------- | ------------- | ------------------- | ------------------------ | ------- | --------------------------- |
| «Буря»       | Приморский ССЗ      | С-51            | 13.01.1967    | 18.10.1968          | 24.11.1970               | ЧФ      | Списан 11.02.1991.          |
| «Бриз»       | Приморский ССЗ      | С-52            | 05.11.1967    | 10.10.1969          | 09.02.1971               | ЧФ, ТОФ | Списан 29.10.1992.          |
| «Вихрь»      | Приморский ССЗ      | С-53            | 21.08.1967    | 22.07.1970          | 01.22.1971               | ЧФ, ТОФ | Списан 05.07.1994.          |
| «Волна»      | Приморский ССЗ      | С-54            | 27.09.1968    | 20.07.1971          | 14.02.1972               | БФ, СФ  | Списан 30.06.1993.          |
| «Град»       | Приморский ССЗ      | С-55            | 29.11.1968    | 30.04.1972          | 31.10.1972               | БФ      | Списан 30.06.1993.          |
| «Гроза»      | Приморский ССЗ      | С-56            | 09.01.1969    | 26.07.1972          | 31.01.1973               | БФ, ЧФ  | Списан 19.03.1991.          |
| «Гром»       | Приморский ССЗ      | С-57            | 01.10.1969    | 29.10.1972          | 31.01.1973               | БФ, ЧФ  | Списан 24.05.1995.          |
| «Зарница»    | Приморский ССЗ      | С-58            | 27.07.1970    | 28.04.1973          | 26.10.1973               | ЧФ      | Списан 26.06.2005.          |
| «Молния»     | Приморский ССЗ      | С-59            | 30.09.1971    | 27.08.1973          | 04.02.1974               | БФ      | Списан 03.05.2001.          |
| «Шквал»      | Приморский ССЗ      | С-60            | 17.05.1972    | 28.12.1973          | 16.07.1974               | БФ      | Списан 05.07.1994.          |
| «Заря»       | Приморский ССЗ      | С-61            | 18.10.1972    | 18.05.1974          | 18.10.1974               | СФ      | Списан 05.07.1994.          |
| «Метель»     | Приморский ССЗ      | С-62            | 19.02.1973    | 10.08.1974          | 08.12.1974               | СФ      | Списан 16.03.1998.          |
| «Шторм»      | Приморский ССЗ      | С-63            | 20.10.1973    | 03.03.1975          | 21.07.1975               | БФ      | Списан 16.03.1998.          |
| «Радуга»     | Приморский ССЗ      | С-64            | 16.01.1974    | 20.06.1975          | 26.12.1975               | БФ      | Списан 05.07.1994.          |
| «Циклон»     | Владивостокский ССЗ | С-1001          | 22.09.1973    | 24.05.1977          | 17.02.1978               | ТОФ     | Списан 17.01.1995.          |
| «Тайфун»     | Владивостокский ССЗ | С-1002          | 10.05.1974    | 14.08.1979          | 12.01.1980               | ТОФ     | Списан 04.08.1995.          |
| «Муссон»     | Владивостокский ССЗ | С-1003          | 14.07.1975    | 01.07.1981          | 09.02.1982               | ТОФ     | Погиб на учениях 16.04.1987 |

### Малые ракетные корабли проекта 1234-Э
| Наименование               | Завод          | Заводской номер | Дата закладки | Дата спуска на воду | Дата зачисления в списки | Флот       | Статус                                |
| -------------------------- | -------------- | --------------- | ------------- | ------------------- | ------------------------ | ---------- | ------------------------------------- |
| K71 «Vijay Durg» «Ураган»  | Приморский ССЗ | С-65            | 31.05.1974    | 16.04.1976          | 31.08.1977               | ВМС Индии  | Сдан на слом 03.09.2002.              |
| K72 «Sindhu Durg» «Прибой» | Приморский ССЗ | С-66            | 22.01.1975    | 02.10.1976          | 06.10.1977               | ВМС Индии  | Сдан на слом 24.09.2004.              |
| K73 «Hos Durg» «Прилив»    | Приморский ССЗ | С-67            | 23.06.1975    | 14.04.1977          | 06.10.1977               | ВМС Индии  | Сдан на слом 05.06.1999.              |
| «Ras Hamidou» «МРК-21»     | ССЗ «Вымпел»   | С-201           | 10.03.1978    | 28.08.1979          | 22.02.1980               | ВМС Алжира | Модернизирован в 2007-11 гг. В строю. |
| «Salah Reis» «МРК-23»      | ССЗ «Вымпел»   | С-202           | 17.08.1978    | 31.07.1980          | 31.10.1980               | ВМС Алжира | Модернизирован в 1997-99 гг. В строю. |
| «Reis Ali» «МРК-22»        | ССЗ «Вымпел»   | С-204           | 04.04.1980    | 13.08.1981          | 08.02.1982               | ВМС Алжира | Модернизирован в 2011-12 гг. В строю. |
| «Tariq Ibn Ziyad» «МРК-9»  | ССЗ «Вымпел»   | С-203           | 21.04.1979    | 10.01.1981          | 01.05.1982               | ВМС Ливии  | Сгорел в бою 03.11.2014               |
| «Ean Al Gazala» «МРК-24»   | ССЗ «Вымпел»   | С-205           | 20.02.1981    | 26.03.1982          | 19.01.1983               | ВМС Ливии  | Поврежден 25.03.1986. Списан          |
| «Ean Zara» «МРК-25»        | ССЗ «Вымпел»   | С-206           | 27.05.1981    | 21.06.1982          | 15.03.1984               | ВМС Ливии  | Потоплен авиацией 19.05.2011          |
| «Ean Zaquit» «МРК-15»      | ССЗ «Вымпел»   | С-207           | 25.03.1983    | 31.03.1984          | 08.01.1985               | ВМС Ливии  | Потоплен ПКР «Гарпун» 25.03.1986.     |

### Малые ракетные корабли проектов 1234.1 и 1234.7
| Наименование | Завод               | Заводской номер | Дата закладки | Дата спуска на воду | Дата зачисления в списки | Флот | Статус                                |
| ------------ | ------------------- | --------------- | ------------- | ------------------- | ------------------------ | ---- | ------------------------------------- |
| «Смерч»      | Владивостокский ССЗ | С-1004          | 16.11.1981    | 16.11.1984          | 04.03.1985               | ТОФ  | Модернизирован в 2017-19 гг. В строю. |
| «Иней»       | Владивостокский ССЗ | С-1005          | 06.07.1983    | 05.10.1986          | 19.02.1988               | ТОФ  | Списан в 2023 году.                   |
| «Мороз»      | Владивостокский ССЗ | С-1006          | 17.02.1985    | 23.09.1989          | 28.02.1990               | ТОФ  | Списан в 2021 году.                   |
| «Разлив»     | Владивостокский ССЗ | С-1007          | 01.11.1986    | 24.08.1991          | 11.02.1992               | ТОФ  | Списан в 2022 году.                   |
| «Бурун»      | Приморский ССЗ      | С-68            | 03.11.1975    | 14.07.1977          | 17.02.1978               | БФ   | Списан 10.04.2002.                    |
| «Ветер»      | Приморский ССЗ      | С-69            | 27.02.1976    | 21.04.1978          | 23.11.1978               | СФ   | Списан 04.08.1995.                    |
| «Штиль»      | Приморский ССЗ      | С-70            | 28.06.1976    | 23.10.1978          | 16.02.1979               | ЧФ   | Списан 16.01.2020.                    |
| «Айсберг»    | Приморский ССЗ      | С-71            | 11.11.1976    | 20.04.1979          | 01.12.1979               | СФ   | Списан 23.02.2022.                    |
| «Туча»       | Приморский ССЗ      | С-72            | 04.05.1977    | 29.04.1980          | 24.10.1980               | СФ   | Списан 22.06.2005.                    |
| «Ураган»     | Приморский ССЗ      | С-73            | 01.08.1980    | 27.05.1983          | 15.12.1983               | СФ   | Списан 10.04.2002.                    |
| «Прибой»     | Приморский ССЗ      | С-74            | 25.11.1980    | 20.04.1984          | 15.01.1985               | СФ   | Списан 03.05.2001.                    |
| «Прилив»     | Приморский ССЗ      | С-75            | 29.04.1982    | 26.04.1985          | 07.01.1986               | БФ   | Списан 10.04.2002.                    |
| «Накат»      | Приморский ССЗ      | С-76            | 04.11.1982    | 16.04.1987          | 30.12.1987               | СФ   | Списан 05.02.2012. Проект 1234.7.     |
| «Мираж»      | Приморский ССЗ      | С-77            | 30.08.1983    | 19.04.1986          | 24.02.1987               | ЧФ   | Списан 23.10.2020.                    |
| «Метеор»     | Приморский ССЗ      | С-78            | 13.11.1984    | 16.09.1987          | 19.02.1988               | БФ   | Списан 22.06.2005.                    |
| «Рассвет»    | Приморский ССЗ      | С-79            | 29.09.1985    | 22.08.1988          | 01.03.1989               | СФ   | В строю.                              |
| «Зыбь»       | Приморский ССЗ      | С-80            | 26.08.1986    | 28.02.1989          | 31.10.1989               | БФ   | Списан в 2021 году.                   |
| «Гейзер»     | Приморский ССЗ      | С-81            | 21.12.1987    | 28.08.1989          | 28.02.1990               | БФ   | В резерве с 2023 года.                |
| «Пассат»     | Приморский ССЗ      | С-82            | 27.05.1988    | 13.06.1990          | 14.03.1991               | БФ   | В строю.                              |
| «Ливень»     | Приморский ССЗ      | С-83            | 28.09.1988    | 08.05.1991          | 11.02.1992               | БФ   | В резерве с 2023 года.                |
| «Перекат»    | Приморский ССЗ      | С-84            | 19.11.1988    |                     |                          |      | Разделан в 1992 году.                 |

## Экспортная модификация
Экспортная модификация корабля поставлялась на экспорт в три дружественных СССР государства: Индию (три единицы), Алжир (три единицы) и Ливию (четыре единицы).
Военно-морские силы Индии заказали три малых ракетных корабля (по индийской классификации — корвета) сразу после Индо-пакистанской войны 1971 года. Первоначально эти три корабля («Ураган», «Прибой», «Прилив») предназначались для ВМФ СССР, но были переоборудованы по проекту 1234Э (шифр «Овод-Э»). Первым корветом, полученным в апреле 1977 года ВМС Индии стал K71 «Vijay Durg» (бывший «Ураган»). Алжир первоначально планировал приобретение четырёх МРК, но позднее отказался от закупки четвёртого корабля из-за финансовых трудностей. Алжирские «оводы» были официально проданы иностранному заказчику 22 февраля 1980 года. Малые ракетные корабли, заказанные Ливией, передавались Ливии в период с 1 мая 1982 по 1985 год. Передача всех экспортных кораблей иностранным заказчикам происходила в Риге.
Так как специальное проектирование малых ракетных кораблей на экспорт не велось (как и экспортной модификации ПКР «Малахит»), то экспортная модификация МРК проекта 1234Э разрабатывалась на корпусе базового проекта 1234, но с упрощённым составом вооружения.

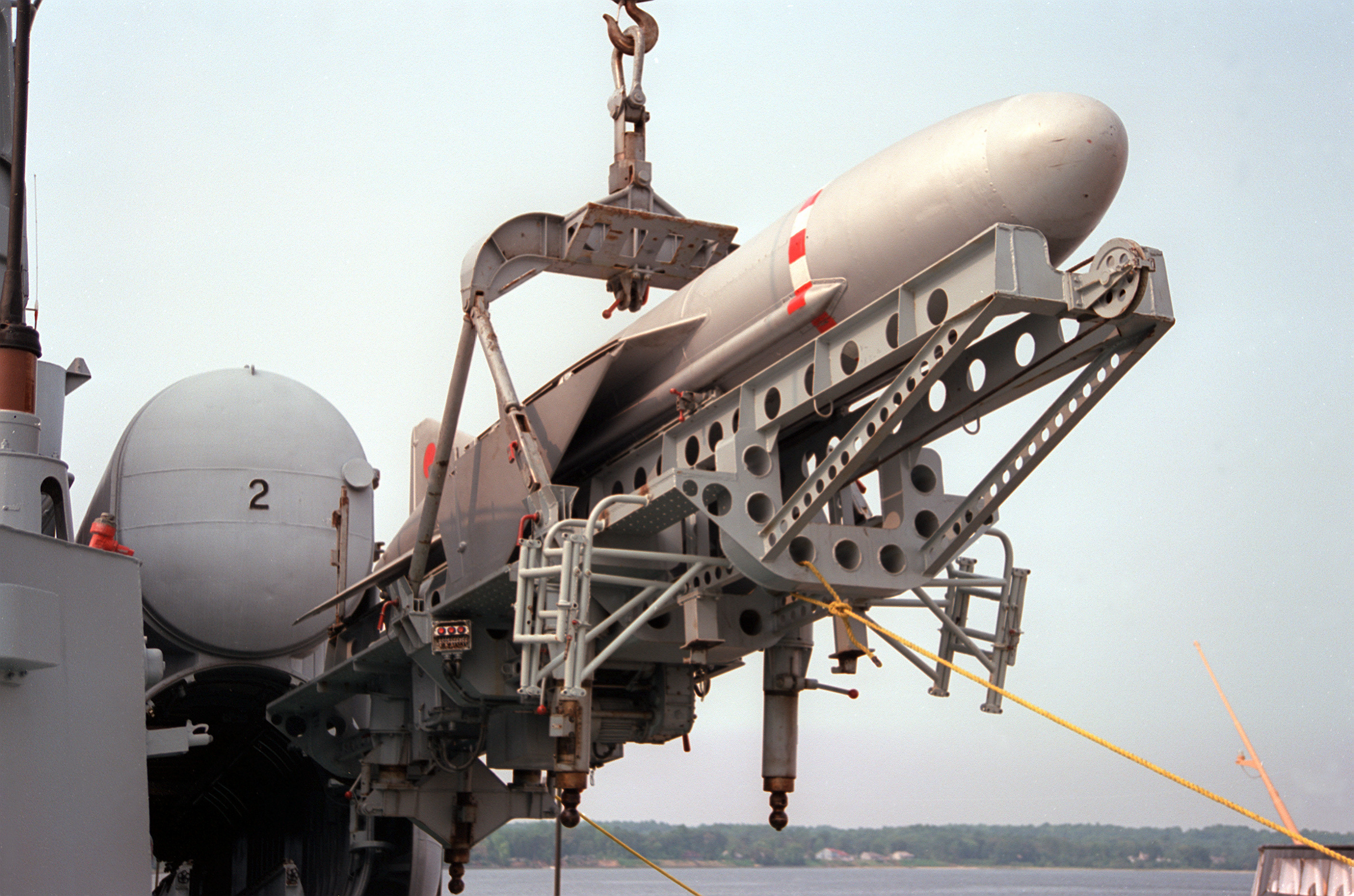
ПКР П-20

Стандартное/полное водоизмещение кораблей проекта 1234Э составляло 560/675 т соответственно. Размерения корпуса остались такими же, что и у проекта 1234 (кроме осадки, которая уменьшилась до 2,6 м). Главная энергетическая установка состояла из трёх дизелей марки М-507 мощностью по 8600 л. с, обеспечивающих скорость полного хода в 34 узла и скорость экономического хода в 12 узлов. Дальность плавания 31-узловым/экономическим ходом достигала 900/2500 морских миль соответственно. Экипаж состоял из 49 человек, в том числе 7 офицеров. На экспортных модификациях МРК для улучшения бытовых условий экипажа были впервые установлены кондиционеры и дополнительный холодильник.
Вооружение состояло из двух спаренных пусковых установок КТ-15М противокорабельных ракет П-20 (экспортный вариант ПКР П-15 «Термит»), одного ЗРК «Оса-М», одной АУ АК-725, двух ПУ пассивных помех ПК-16. Вместо РЛК «Титанит» устанавливалась старая РЛС «Рангоут», в то же время внушительный колпак от РЛС «Титанит» был «для солидности» оставлен.

Малые ракетные корабли (корветы) проекта 1234Э алжирских ВМС
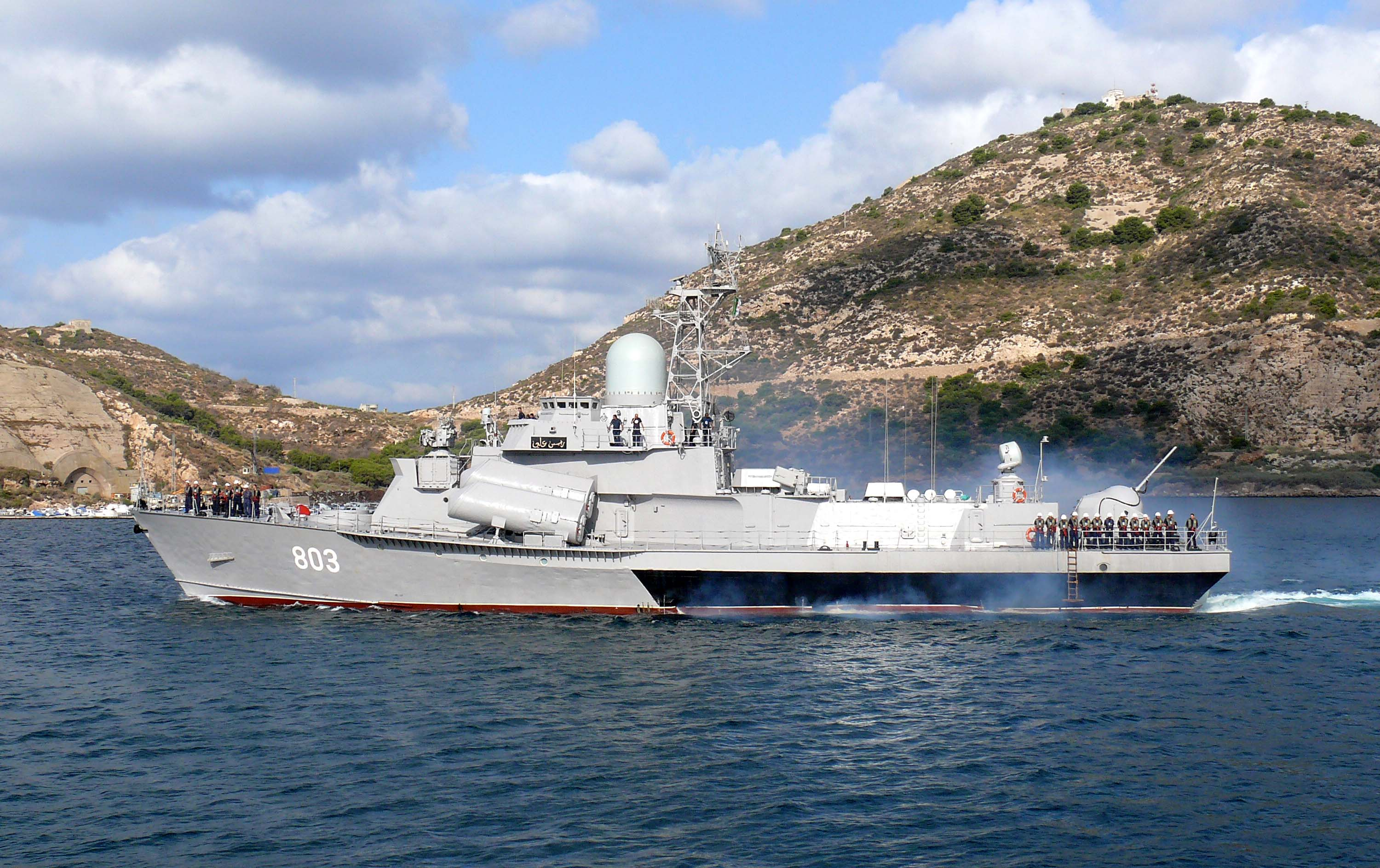
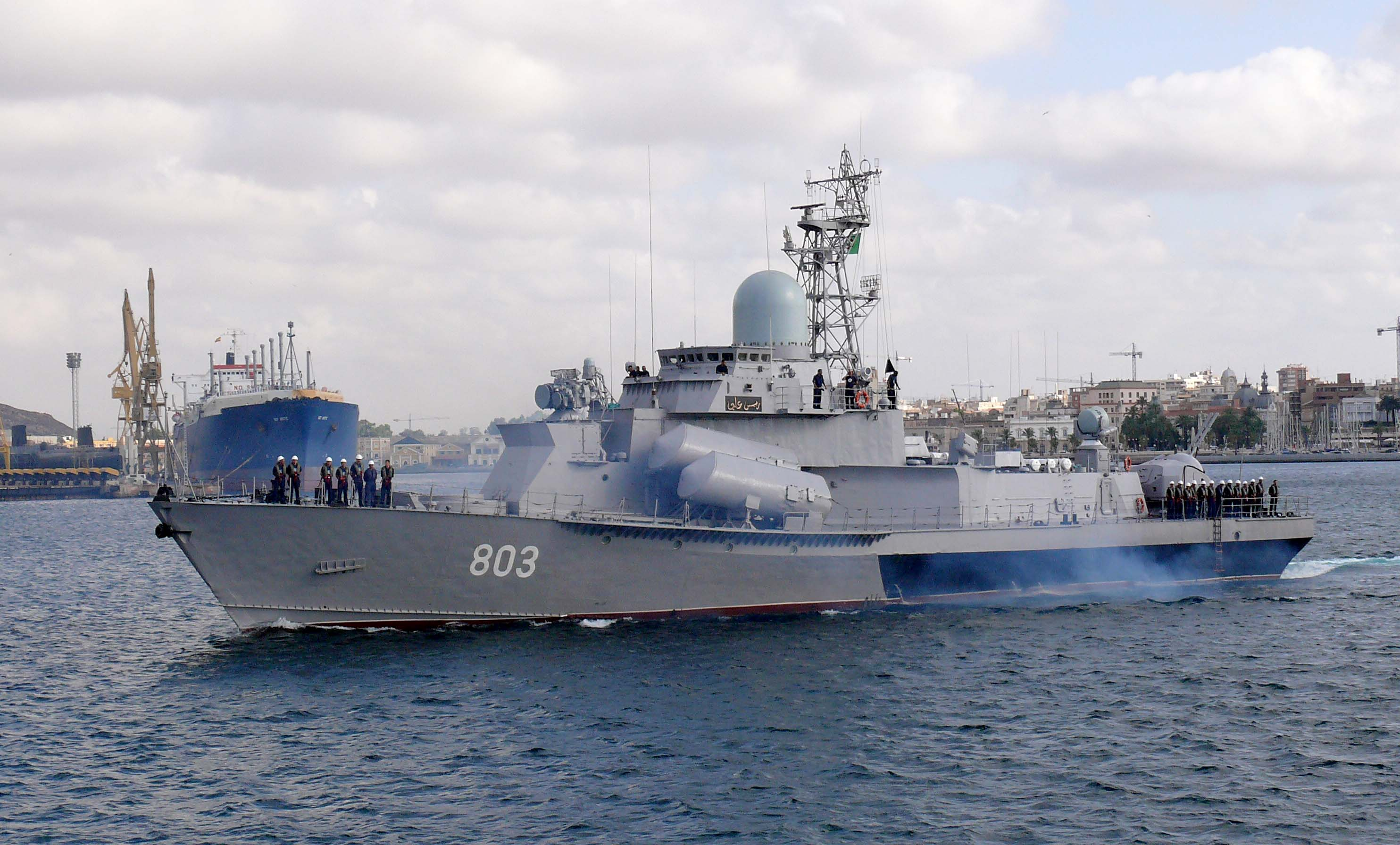
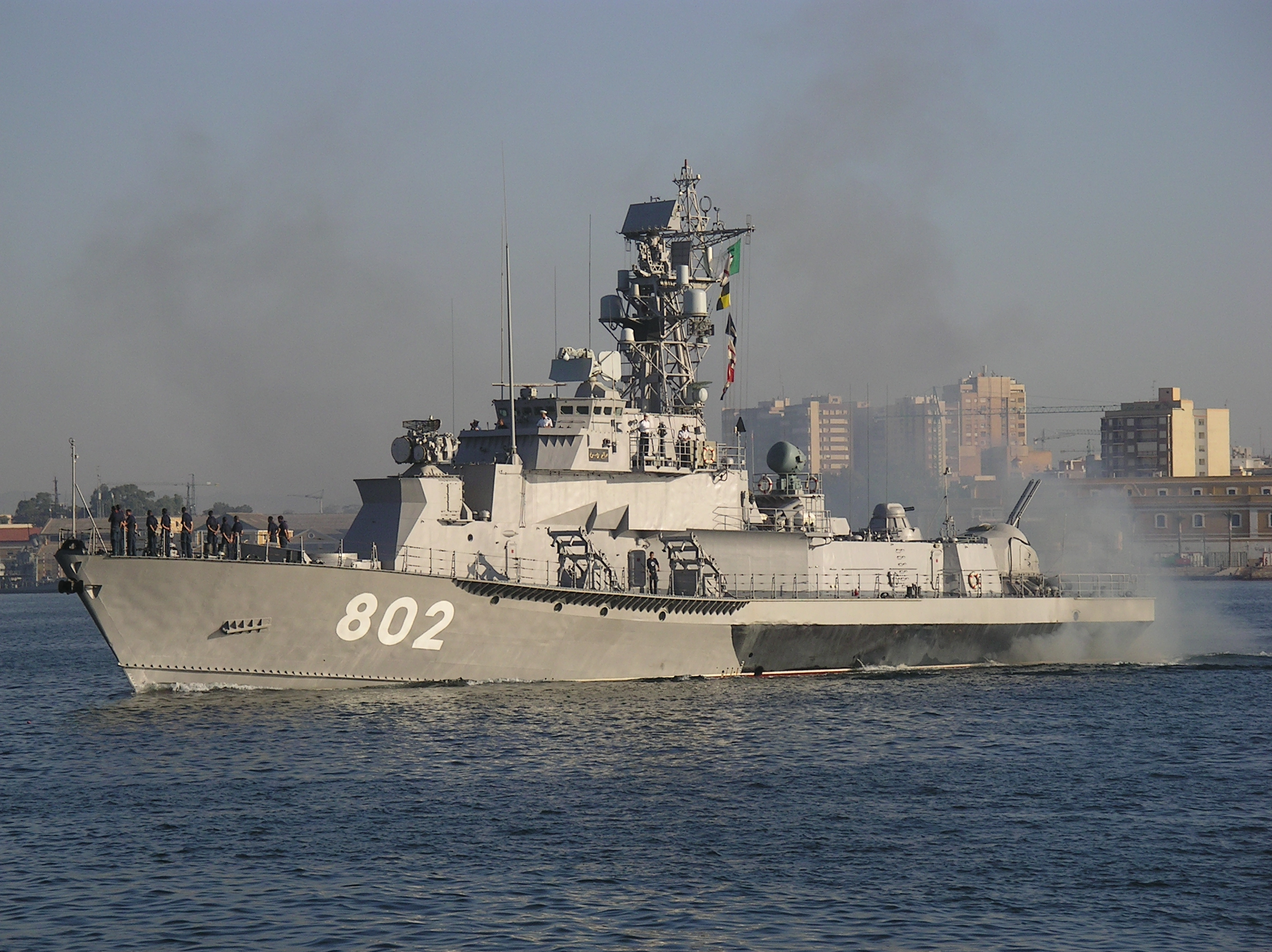

## Модернизация
В середине 1990-х годов руководство Алжирских ВМС приняло решение провести ремонт и модернизацию малых ракетных кораблей (корветов) проекта 1234Э, ранее поставленных Алжиру из СССР. Проект модернизации, получивший номер 1234ЭМ, был разработан в ЦМКБ «Алмаз» под руководством главного конструктора Ю. В. Арсеньева. Проект имел значительные отличия от своего прототипа. Устаревший ПКРК П-20 был заменён на четыре счетвёренных пусковых установки с 16 противокорабельными ракетами «Уран-Э». Зенитное вооружение усилили шестиствольной 30-мм АУ АК-630М, размещённой в кормовой надстройке, вместо РЛС «Рангоут» на крыше рубки была установлена антенна радиолокационного комплекса «Гарпун-Э», а на мачте — трёхкоординатная РЛС общего обнаружения типа «Позитив-МЭ», РЛС управления оружием «Ласка», оптико-электронная система управления огнём артиллерии «Ракурс» и радионавигационная система «Горизонт-25». Совместимость работы российского радиотехнического вооружения с зарубежным обеспечивает система обмена данными типа СОД-1234ЭМ. Помимо установки новых вооружений, на корабле заменяются устаревшие виды электрооборудования и судовых систем. Первым алжирским корветом, прошедшим в 1999—2000 годах ремонт, модернизацию и переоборудование в Санкт-Петербурге по проекту 1234ЭМ стал «Salah Reis».
В октябре 2007 года по этому же проекту на судостроительном предприятии «Северная верфь» была начата модернизация второго алжирского корвета, а в следующем году — третьего. Сроки окончания модернизации алжирских корветов проекта 1234Э пока не известны.
В 2017 году, с учётом наработок по проекту 1234ЭМ, созданного по заказу ВМС Алжира, на Тихоокеанском флоте начался эксперимент по модернизации отечественных МРК проекта 1234, в ходе которого к лету 2019 года был переоборудован первый корвет С-1004 «Смерч», получивший вместо шести крылатых ракет П-120 «Малахит» с дальностью стрельбы до 150 км 16-ть ПУ с ПКР Х-35У «Уран» с дальностью стрельбы до 260 км и активными головками самонаведения, а также обновлённые артиллерийские установки АК-176МА и АК-630М. Согласно планам ВМФ России, аналогичной модернизации подлежат и остальные 10 кораблей проекта. 7 ноября 2019 года было объявлено о запланированной на ближайшие 5 лет модернизации трёх остальных однотипных кораблей ТОФ.

## Организационно-штатная структура
Все малые ракетные корабли проекта 1234 по мере вступления в состав ВМФ сводились в первичные тактические соединения флота — дивизионы малых ракетных кораблей, в свою очередь включавшихся в бригады ракетных катеров советского флота.
На Черноморском флоте все малые ракетные корабли проекта 1234 («Буря», «Бриз», «Вихрь», «Гроза», «Гром» и др.) сводились в состав 166-го Краснознамённого Новороссийского дивизиона малых ракетных кораблей 41-й бригады ракетных катеров, сформированного 5 июля 1971 года и базировавшегося на причалы Куриной стенки в Северной бухте Севастополя. Со второй половины 1980-х годов малые ракетные корабли, отправлявшиеся на консервацию, переводились в 349-й дивизион МРК («Гроза» и «Гром») с базированием на Карантинную бухту Севастополя.
На Тихоокеанском флоте имелось два тактических соединения малых ракетных кораблей. На бухту Большой Улисс (Владивосток) базировался 192-й дивизион МРК 165-й бригады ракетных катеров Приморской флотилии разнородных сил (в разное время в составе дивизиона находились МРК «Тайфун», «Циклон», «Муссон», «Смерч», «Бриз»). На Авачинскую бухту (Камчатка) базировались малые ракетные корабли 89-й бригады ракетных катеров (с 1990 года — 66-й дивизион МРК 114-й бригады ОВР Камчатской флотилии разнородных сил): «Бриз», «Вихрь», «Тайфун», «XX съезд ВЛКСМ», «Циклон», «Смерч», «Мороз», «Разлив».
Малые ракетные корабли Балтийского флота ВМФ СССР сводились в состав 106-го дивизиона МРК 76-й БЭМ, базировавшегося на Зимнюю гавань Лиепайской ВМБ. После 1992 года дивизион был передан 36-й бригаде ракетных катеров 12-й дивизии надводных кораблей.
На Северном флоте малые ракетные корабли входили в состав 55-й Печенгской Краснознамённой ордена Ушакова 1-й степени бригады ракетных катеров, в 1982 году переданной в состав Кольской Краснознамённой флотилии разнородных сил. В 1988 году бригада переименована в 55 бригаду малых ракетных кораблей. Первоначально все малые ракетные корабли входили в 292-й дивизион мрк 55-й бригады с базированием в посёлке Гранитный в губе Долгая Западная (МРК «Заря», «Волна», «Метель», «Ветер», «Айсберг», «Туча»). В 1981 году три корабля пр. 1234 («Заря», «Волна», «Метель») образовали 294-й дивизион мрк с базированием в Лиинахамари, г. Печенга. Малые корабли пр. 1234.1 («Ветер», «Айсберг», «Туча») остались в 292-м дивизионе. В 1984 году 292-й днмрк пополнился МРК «Ураган», в 1985-м — МРК «Прибой», в 1987 — МРК «Накат» пр. 1234.7. В 1988 году 294-й дивизион — МРК «Рассвет» пр. 1234.1. В 1995 году 55 бррк(м) была расформирована. Оставшиеся к тому времени малые ракетные корабли в составе 108 дивизиона с сохранившимися почётными званиями 55 бригады были переведены на базирование в Екатерининскую гавань, г. Полярный. Позже дивизион сокращён до тактической группы малых ракетных кораблей.
На 2010 год в составе ВМФ России имелось четыре дивизиона малых ракетных кораблей: 166-й дивизион на Черноморском флоте, 66-й дивизион на Тихоокеанском, 106-й дивизион на Балтийском и 108-й дивизион на Северном.

## История службы

### Черноморский флот
С октября 1973 года по 1984 год малые ракетные корабли Черноморского флота в составе КУГ из 2-3 единиц МРК и одного корабля обеспечения (ПРТБ — подвижной ракетно-технической базы) проектов 323 и 2001 (Генерал Рябиков, ПРТБ-13, ПРТБ-33) несли регулярные боевые службы по поддержанию благоприятного оперативного режима в Средиземном море. Выход черноморских МРК в Средиземное море заставил командование 6-го флота ВМС США пересмотреть концепцию оборонных действий авианосных многоцелевых, авианосных ударных и ракетных ударных групп, действовавших в Восточном Средиземноморье. Сразу после выхода советских малых ракетных кораблей в Средиземное море за ними устанавливалось слежение кораблями и самолётами 6-го флота, а на авианосцах и крейсерах 6-го флота повышалась боевая готовность средств противовоздушной обороны.
Благодаря специфике акватории Эгейского и Средиземного морей, усеянных многочисленными островами Эгейского Архипелага и постоянного присутствия в этом районе Средиземноморья значительного количества пассажирских, торговых и рыболовных судов, а также пассажирских яхт, черноморские «оводы» находились в готовности нанесения ракетного удара из позиции слежения оружием или «из засад» в прибрежной зоне. Сведения о надводной обстановке РЛК малых ракетных кораблей проекта 1234 принимали в режиме «У» от самолётов Ту-95РЦ берегового базирования и от корабельных вертолётов Ка-25Ц. После определения оперативной обстановки (основного местонахождения АУГ и кораблей противника) малые ракетные корабли начинали несение боевой службы, постоянно меняя точки якорных стоянок. Основными местами якорных стоянок были: банка Джонсон близ острова Лемнос у входа в Дарданеллы, «точка» в проливе у острова Китира — у острова Крит, в проливе Андикитира. «Оводы» либо сутками лежали в дрейфе южнее острова Крит, либо стояли в «точках якорных стоянок» 5-й ОПЭСК: в заливах Эс-Салум и Мерса-Матрух (месторасположение штаба 5-й ОПЭСК), южнее порта Фамагуста (Кипр) или у восточной оконечности Кипра, рядом с сирийским портом Тартус, в который советские корабли заходили для проведения планово-предупредительного осмотра (ППО) и ремонта (ППР).
Из-за малой автономности МРК проекта 1234 и отсутствия в этом регионе советских военно-морских баз корабли всегда должны были иметь достаточный запас топлива для проведения быстрой ракетной атаки, что делало их зависимыми от кораблей снабжения (ПРТБ проекта 323). Для сохранения технического ресурса и запасов топлива малые ракетные корабли часто буксировались «цугом» (до трёх МРК) при помощи судов обеспечения.
Регулярная смена точек якорных стоянок этих кораблей способствовала вводу в заблуждение вероятного противника относительно местонахождения КУГ малых ракетных кораблей и давала существенные преимущества при тактическом развёртывании в боевые позиции. Для обнаружения КУГ из 2-3 советских МРК проекта 1234 командование 6-го флота США прилагало значительные усилия по установлению её местонахождения с помощью палубных самолётов РЭР и РЭБ Grumman EA-6 Prowler. Обнаружение этими самолётами КУГ МРК практически всегда приводило к проведению учебных атак советских кораблей палубными истребителями F-4 Phantom II и F-14 Tomcat, штурмовиками A-7 Corsair II и A-6 Intruder. Эти атаки давали советским морякам бесценный боевой опыт по отражению средств воздушного нападения.

### Балтийский флот
Балтийские «оводы» из 106-го дивизиона МРК были единственными кораблями 3 ранга из состава Балтийского флота, подчинявшимися непосредственно командиру 12-й дивизии ракетных кораблей. Флагманом соединения с 25 августа 1978 года был большой ракетный корабль проекта 56-У «Прозорливый». В составе дивизиона практически постоянно находились малые ракетные корабли других флотов, готовящиеся к межфлотскому переходу после завершения постройки на Приморском судостроительном заводе, что вызывало большую «текучесть» командиров балтийских «оводов». В ноябре 1975 года корабли дивизиона участвовали в успешном перехвате мятежного сторожевого корабля «Сторожевой».

### Северный флот
Боевая служба малых ракетных кораблей проектов 1234 и 1234.1 заключалась в плановой боевой подготовке, в боевом дежурстве в составе дежурной корабельной ударной группы (КУГ) и сил уничтожения первоочередных объектов, в боевом дежурстве по ПВО пунктов базирования. В 1980-х гг. корабли активно участвовали в слежении за кораблями НАТО, ведущими разведывательную деятельность в Баренцевом море. В августе-сентябре 1984 г. МРК «Туча» в Карском море проводил испытательные пуски крылатых ракет с новой боевой частью. В августе 2000 г. МРК «Айсберг» обеспечивал поиск и позже — подъём погибшей ПЛАРК «Курск». МРК «Накат» кроме плановой боевой подготовки занимался своим основным предназначением — испытанием перспективного ракетного комплекса «Оникс».
Деятельность малых ракетных кораблей на Северном флоте была отмечена несколькими инцидентами.
29 августа 1983 года МРК «Волна», двигаясь к Варангер-фиорду, из-за неработоспособности части технических средств кораблевождения (навигационной РЛС, лага и гирокурсоуказателя) приблизился к линии разграничения территориальных вод между Норвегией и СССР на расстояние 2,5 кабельтовых. Этот инцидент привёл к заявлению протеста со стороны Норвегии.
14 марта 1985 года МРК «Туча», возвращаясь с моря в базу посёлка Гранитный в условиях ограниченной видимости, из-за ряда допущенных ошибок на 7-узловой инерции переднего хода ударился о гранитный берег и получил повреждения форштевня с загибом металла внутрь. Для ликвидации последствий навигационного происшествия потребовался непродолжительный заводской ремонт.

### Тихоокеанский флот
Боевая служба тихоокеанских «оводов» неслась в основном на двух направлениях (в Южно-Китайском море и на Курило-камчатском направлении) и была не менее активной, чем у черноморских малых ракетных кораблей.
МРК 8-й ОПЭСК ВМФ СССР, действовавшие в Южно-Китайском море, с 1983 по 1990-е годы базировались на пункт материально-технического обеспечения порт Камрань во Вьетнаме. Срок выполнения задач боевой службы обыкновенно длился от 10 до 14 месяцев. Служба на малых ракетных кораблях была напряжённой, в непрерывном режиме проводилась учебно-боевая подготовка, сдача курсовых задач с выполнением артиллерийских и зенитно-ракетных стрельб в отрыве от основных пунктов базирования в условиях высоких температур и влажности воздуха, повышенной солёности воды. По мнению некоторых авторов, целесообразность использования МРК проекта 1234 на этом направлении остаётся под вопросом.
На другом направлении, в океанской операционной зоне Тихоокеанского флота (Камчатка и Курильские острова) корабли этого проекта «проявили себя необходимой составляющей морской силы СССР». Группировка МРК из состава 89-й бригады ракетных катеров, постоянно пополнявшаяся крупными ударными кораблями (РКР «Севастополь», «Адмирал Фокин» и БРК «Червона Украина»), была сдерживающим фактором против растущей активности американского и японского флотов в зоне так называемых «Северных территорий», на которые имела территориальные притязания Япония.
Малые ракетные корабли Тихоокеанского флота обеспечивали развёртывание ракетных подводных крейсеров стратегического назначения и выводили их в районы несения боевой службы; несли в условиях тяжёлых льдов и сильных штормов боевое дежурство в составе КУГ и РУГ. В ходе боевой учёбы КУГ МРК неоднократно проводили ракетные стрельбы с разных направлений прямо из глубины бухт Камчатского побережья, рассредотачиваясь в бухтах на большом протяжении, что повышало боевые возможности и боевую устойчивость кораблей. Вероятность решения поставленной перед КУГ МРК задачи находилась в пределах 0,82 коэффициента, во многом благодаря грамотно организованному взаимодействию разнородных сил флота по видам боевых действий и боевого обеспечения.

## Боевое применение

### Операция «Огонь в прерии»
Единственным потерянным в ходе боевых действий кораблём проекта 1234 стал ливийский корвет «Ean Zaquit», уничтоженный 25 марта 1986 года американской палубной авиацией в ходе проведения военной операции «Огонь в прерии». В отечественной литературе уничтожение ливийского корвета ошибочно приписывается ракетному крейсеру «Йорктаун». Американский крейсер действительно ночью 25 марта выпустил две противокорабельные ракеты «Гарпун» в обнаруженную радаром цель, но впоследствии выяснилось, что реальных объектов в ту ночь в указанном квадрате не было.
Утром 25 марта 1986 года «Ean Zaquit» патрулировал залив Сидра и находился приблизительно в двадцати морских милях к западу от порта Бенгази. Патрулирование происходило в условиях сосредоточения в заливе Сидра крупной морской группировки 6-го флота ВМС США (3 авианосца, 5 ракетных крейсеров, 6 эсминцев (в том числе 2 с управляемым ракетным оружием), 12 фрегатов, 1 штабной корабль, 5 десантных кораблей и 10 судов обеспечения). Ливийский корвет был обнаружен самолётом ДРЛО «Хокай» и затем внезапно в 07.30 атакован двумя американскими штурмовиками A-6E Intruder из состава эскадрильи VA-55 (авианосец «Корал Си»). Атака корабля производилась штурмовиками с низких высот (30 м), зенитный ракетный комплекс самообороны ливийского корвета (ЗРК «Оса-М») не был задействован для отражения атаки из-за высотных ограничений по его применению (минимальная высота целей — 60 м). По некоторым данным, в ходе атаки корвет был поражён двумя управляемыми кассетными авиабомбами «Рокай» (по другим данным, бомбы в цель не попали), после чего ещё один A-6E Intruder из состава эскадрильи VA-85 (авианосец «Саратога») с дистанции 9 миль выпустил по кораблю противокорабельную ракету «Гарпун», поразившую правый борт корабля в районе миделя. От попадания ракеты корвет потерял ход и на нём возник сильный пожар. Два новых попадания в корабль авиабомб «Рокай» сделали положение корабля совершенно безнадёжным и в течение четверти часа он затонул. Точные потери среди экипажа корвета неизвестны.

## Оценка проекта

### Общая оценка
Эти МРК — пистолет у виска империализма.— Адмирал Флота Советского Союза С. Г. Горшков
По мнению ряда экспертов, в 1970-е годы малые ракетные корабли проекта 1234 были самыми мощными ударными кораблями в классе корветов и не имели аналогов во флотах иностранных государств. Благодаря высокой эффективности и надёжности противокорабельного комплекса «Малахит» корабли проекта были способны как самостоятельно, так и во взаимодействии с другими силами флота уничтожать самые крупные корабли вероятного противника, включая авианосцы, громить десантные отряды и конвои судов неприятеля в базах и на переходе морем. «Оводы» обладали уникальными для эпохи «холодной войны» возможностями, боевым и энергетическим насыщением на 1 тонну водоизмещения и могли успешно действовать в составе тактических групп КУГ во главе с кораблями управления (в качестве них обычно выступали сторожевые корабли проектов 61 и 1135), обеспечивавшим освещение воздушной, надводной, подводной обстановки и организацию ПВО и ПЛО ударного соединения. Они заняли свою особую нишу в стратегии и тактике ВМФ СССР в начале 1970-х годов.
Малые ракетные корабли проекта 1234 всех модификаций обладают рядом существенных недостатков, присущих всем кораблям с катерными обводами корпуса: низкой мореходностью, заметной валкостью при сильном волнении и плохой остойчивостью, увеличивающей риск опрокидывания кораблей в шторм. Сильная бортовая качка затрудняет, а при сильном волнении моря делает невозможной боевое применение ЗРК и зенитной артиллерии. Несмотря на эти недостатки, малые ракетные корабли проектов 1234 и 1234.1 были очень удачными кораблями для своего времени. В них «парадоксальным образом сочетались малое водоизмещение и, несоразмерно огромная, ударная мощь, малая стоимость и ожидаемая высокая боевая эффективность». Корабли этого проекта стали родоначальниками нового подкласса ракетных кораблей и вместе с тем позволили Военно-Морскому флоту СССР без существенных затрат на перевооружение флота поднять боевую мощь на более высокий уровень.

## Использованная литература и источники
1. ↑  Это кодовое тактическое название проекта является непереводимым. Возможно оно представляет собой искажённое имя «Ноночка». См.: Костриченко В. В., Кузьмичёв В. Е. «Пистолет у виска империализма…» — С. 2.
2. 1 2 3 4 5  Костриченко В. В., Кузьмичёв В. Е. Пистолет у виска империализма… — С. 2.
3. 1 2 3 4  Апальков Ю. В. Корабли ВМФ СССР. Справочник. — СПб.: Галея Принт, 2004. — Т. 2. Ударные корабли. Часть 2. Малые ракетные корабли и катера. — С. 11. — 500 экз. — ISBN 5-8172-0087-2.
4. ↑  Проект 12341. Сайт «Атрина». Дата обращения: 10 марта 2010. Архивировано из оригинала 19 апреля 2012 года.
5. ↑  Проект 12341. Сайт «Атрина». Дата обращения: 10 марта 2010. Архивировано из оригинала 13 марта 2012 года.
6. 1 2 3  Костриченко В. В., Кузьмичёв В. Е. Пистолет у виска империализма: Малые ракетные корабли проекта 1234. — М.: Военная книга, 2006. — С. 5. — 300 экз. — ISBN 5-902863-05-8.
7. 1 2 3 4  Асанин, Владимир. Ракеты отечественного флота. Часть 4. Удар из-под воды // Техника и вооружение вчера, сегодня, завтра : журнал. — 2009. — № 6. — С. 16.
8. 1 2 3 4 5 6 7 8  Костриченко В. В., Кузьмичёв В. Е. Пистолет у виска империализма… — С. 5.
9. 1 2 3 4  Асанин, Владимир. Ракеты отечественного флота. Часть 4. Удар из-под воды // Техника и вооружение вчера, сегодня, завтра : журнал. — 2009. — № 6. — С. 17.
10. 1 2 3 4 5 6 7  Кузин В. П., Никольский В. И. Военно-Морской флот СССР 1945-1991. — СПб.: Историческое Морское Общество, 1996. — С. 188.
11. 1 2 3 4 5  Апальков Ю. В. Малые ракетные корабли и катера… — С. 6.
12. 1 2  Асанин, Владимир. Ракеты отечественного флота. Часть 4. Удар из-под воды // Техника и вооружение вчера, сегодня, завтра : журнал. — 2009. — № 6. — С. 19.
13. 1 2 3 4 5 6 7  Костриченко В. В., Кузьмичёв В. Е. Пистолет у виска империализма… — С. 38.
14. ↑  Асанин, Владимир. Ракеты отечественного флота. Часть 4. Удар из-под воды // Техника и вооружение вчера, сегодня, завтра : журнал. — 2009. — № 6. — С. 17—18.
15. 1 2  Дубягин, П. Р. На Средиземноморской эскадре. — М.: Андреевский флаг, 2006. — С. 300. — ISBN 5-9553-0053-8.
16. ↑  Костриченко В. В., Кузьмичёв В. Е. Пистолет у виска империализма… — С. 40.
17. ↑  Кузин В. П., Никольский В. И. Военно-Морской флот СССР 1945-1991. — СПб.: Историческое Морское Общество, 1996. — С. 188, 192.
18. 1 2 3 4 5 6 7 8 9  Костриченко В. В., Кузьмичёв В. Е. Пистолет у виска империализма… — С. 6.
19. 1 2 3 4 5 6 7 8 9  Костриченко В. В., Кузьмичёв В. Е. Пистолет у виска империализма… — С. 23.
20. ↑  Костриченко В. В., Кузьмичёв В. Е. Пистолет у виска империализма… — С. 13.
21. ↑  Костриченко В. В., Кузьмичёв В. Е. Пистолет у виска империализма… — С. 7.
22. 1 2 3 4 5 6 7 8 9 10  Костриченко В. В., Кузьмичёв В. Е. Пистолет у виска империализма… — С. 8.
23. 1 2 3 4 5 6 7  Костриченко В. В., Кузьмичёв В. Е. Пистолет у виска империализма… — С. 9.
24. ↑  Костриченко В. В., Кузьмичёв В. Е. Пистолет у виска империализма… — С. 32.
25. 1 2 3 4 5 6 7  Костриченко В. В., Кузьмичёв В. Е. Пистолет у виска империализма… — С. 30.
26. ↑  Противокорабельная ракета П-120 «Малахит» (4К85). Дата обращения: 13 марта 2010. Архивировано 24 марта 2010 года.
27. ↑  P-120 Malakhit /SS-N-9 Siren (недоступная ссылка)
28. 1 2  Костриченко В. В., Кузьмичёв В. Е. Пистолет у виска империализма… — С. 33.
29. 1 2  Костриченко В. В., Кузьмичёв В. Е. Пистолет у виска империализма… — С. 10.
30. 1 2 3 4  Костриченко В. В., Кузьмичёв В. Е. Пистолет у виска империализма… — С. 11.
31. ↑  Костриченко В. В., Кузьмичёв В. Е. Пистолет у виска империализма… — С. 21.
32. 1 2 3 4 5 6 7 8 9  Костриченко В. В., Кузьмичёв В. Е. Пистолет у виска империализма… — С. 12.
33. 1 2  Апальков Ю. В. Малые ракетные корабли и катера… — С. 21.
34. ↑  Костриченко В. В., Кузьмичёв В. Е. Пистолет у виска империализма… — С. 43.
35. 1 2 3  Конец ливийского МРК. Дата обращения: 3 мая 2020. Архивировано 23 февраля 2022 года.
36. 1 2 3  Project 1234 Ovod (Nanuchka) class corvette | The pain in the neck of the Western navies. Дата обращения: 13 января 2022. Архивировано 13 января 2022 года.
37. ↑  МРК "Пассат". Последний "Овод" Балтийского флота. Dzen. Дата обращения: 22 июня 2025.
38. ↑  Большая часть экипажа МРК "Ливень" ушла на "Наро-Фоминск", про остальные балтийские тишина. Дата обращения: 17 января 2025.
39. 1 2 3 4  Костриченко В. В., Кузьмичёв В. Е. Пистолет у виска империализма… — С. 34.
40. 1 2 3  Костриченко В. В., Кузьмичёв В. Е. Пистолет у виска империализма… — С. 35—36.
41. ↑  «Северная верфь» приняла алжирские суда. Дата обращения: 11 марта 2010. Архивировано 22 декабря 2017 года.
42. ↑  Первые два из четырех сторожевых кораблей ВМС Алжира, проходящих ремонт на "Северной верфи", спустят на воду в начале июня (5 мая 2009). Дата обращения: 11 марта 2010. Архивировано 19 апреля 2012 года.
43. ↑  Возвращение «Овода»: как модернизируют знаменитый советский корвет Архивная копия от 28 октября 2019 на Wayback Machine // Специальный проект «Русское оружие».
44. ↑  ВМФ России проводит модернизацию малых ракетных кораблей типа «Овод» Архивная копия от 27 июля 2019 на Wayback Machine // ИА REGNUM.
45. ↑  Модернизация трех «Оводов» займет пять лет Архивная копия от 23 декабря 2020 на Wayback Machine // FlotProm.
46. 1 2 3 4  Костриченко В. В., Кузьмичёв В. Е. Пистолет у виска империализма… — С. 13—31.
47. ↑  Костриченко В. В. 41-я бригада ракетных катеров // Тайфун : альманах. — 2000. — Вып. 28, № 9. — С. 24—28.
48. 1 2 3  Бобраков А. В. Дивизион плохой погоды // Тайфун : военно-технический альманах. — 2001. — Вып. 33, № 2. — С. 34—35.
49. ↑  Загорский В. В. Аварии и катастрофы ВМФ СССР. 1975—1996. часть 1. Навигационные аварии // Спецвыпуск альманаха «Очерки военно-морской истории». — Харьков, 1997. — № 5—6. — С. 38.
50. ↑  Костриченко В. В., Кузьмичёв В. Е. Пистолет у виска империализма… — С. 31.
51. ↑  [militera.lib.ru/h/dotsenko/10.html Операция «Огонь в прерии»]
52. ↑  Костриченко В. В., Кузьмичёв В. Е. Пистолет у виска империализма… — С. 35.
53. ↑  Roy Grossnick. United States Naval Aviation 1910—1995, p. 350. Дата обращения: 23 марта 2010. Архивировано из оригинала 21 июня 2001 года.
54. ↑  Ravi Rikhye. Operations Prairie Fire and El Dorado Canyon. Дата обращения: 19 марта 2010. Архивировано из оригинала 19 апреля 2012 года.
55. ↑  Костриченко В. В., Кузьмичёв В. Е. Пистолет у виска империализма… — С. 30—31.